# John Lennon
John Winston Ono Lennon (nacido como John Winston Lennon; Liverpool, 9 de octubre de 1940-Nueva York, 8 de diciembre de 1980) fue un artista, músico, cantautor, poeta, actor, activista, compositor, productor, escritor y pacifista británico, conocido por ser fundador, vocalista, compositor y guitarrista rítmico de la banda de rock The Beatles y considerado uno de los artistas más influyentes del siglo XX. Su asociación como compositor con Paul McCartney sigue siendo la más exitosa de la música popular y una de las más celebradas de la historia.
Nació en Liverpool, donde siendo adolescente se vio inmerso en el boom británico del skiffle; formó la banda The Quarrymen en 1956, que posteriormente en 1960 se convertiría en The Beatles. Cuando el grupo se disolvió, Lennon inició una carrera como solista en la que publicó varios álbumes como John Lennon/Plastic Ono Band e Imagine, y canciones icónicas como «Give Peace a Chance» e «Imagine»; la mayoría de ellas expresan sus ideas pacifistas. Después de contraer matrimonio con Yoko Ono en 1969 cambió su nombre a John Ono Lennon. Se retiró temporalmente de la escena musical en 1975 para criar a su pequeño hijo Sean, pero resurgió junto con Ono en 1980 con el nuevo álbum Double Fantasy. En diciembre de ese mismo año, Lennon sería asesinado a sus 40 años de edad con cinco disparos por Mark David Chapman.
Demostró un carácter rebelde y un ingenio mordaz en su música, el cine, la literatura y el dibujo, así como en sus declaraciones en conferencias de prensa y entrevistas. Además, la polémica lo persiguió debido a su constante activismo político junto a Ono. En 1971 se mudó a Manhattan, donde su oposición a la guerra de Vietnam y su capacidad de movilizar gente dio lugar a numerosos intentos por parte del gobierno de Richard Nixon de encarcelarlo o expulsarlo del país; mientras, sus canciones fueron adoptadas como himnos de la contracultura y de diversas disidencias.
Hasta 2012, en los Estados Unidos las ventas de Lennon como solista superaban los catorce millones de unidades, y ya sea como intérprete, autor o coautor, es responsable de veinticinco sencillos número uno en el Billboard Hot 100. En 2002, fue colocado en el octavo puesto en una encuesta de la BBC sobre los «100 mejores británicos», mientras que en 2008 fue calificado por la revista Rolling Stone como el quinto mejor cantante de todos los tiempos. Además, figura como el tercer mejor compositor de todos los tiempos de la misma publicación solamente superado por Paul McCartney y Bob Dylan. Después de su muerte fue incluido en el Salón de la Fama de los Compositores en 1987 y en el Salón de la Fama del Rock en 1994. 
Su legado en la música y el arte sigue siendo influyente para nuevos artistas alrededor mundo.

## Biografía

### 1940-1957: primeros años
John Winston Lennon nació durante la Segunda Guerra Mundial, el 9 de octubre de 1940 en el Hospital Materno de Liverpool, hijo de Julia y Alfred Lennon, un marino mercante de ascendencia irlandesa, que estaba ausente durante el nacimiento de su hijo debido a su deber como soldado y marino en plena guerra. Sus padres le llamaron John Winston Lennon en honor a su abuelo paterno, John «Jack» Lennon, y por el primer ministro de ese entonces, Winston Churchill. Su padre se hallaba a menudo lejos de casa, pero regularmente enviaba cheques de pago al número 9 de Newcastle Road, Liverpool, donde Lennon vivía con su madre; sin embargo, los cheques dejaron de llegar cuando fue arrestado en febrero de 1944 por ser un «ausente sin permiso». Seis meses después regresó a casa y se ofreció a cuidar de su familia, pero Julia —por entonces embarazada de otro hombre— rechazó la idea. Bajo una presión considerable, Julia le otorgó el cuidado de Lennon a su hermana, Mimi Smith, después de que esta denunciara la situación familiar del niño en varias ocasiones ante los servicios sociales de Liverpool. En julio de 1946, el padre de Lennon visitó a Smith y secretamente se marchó con su hijo a Blackpool, con la intención de llevarlo a Nueva Zelanda con él. Julia los siguió —junto a su actual pareja, «Bobby» Dykins— y, después de una acalorada discusión entre ambos, Alfred obligó al niño, de tan solo cinco años, a elegir con quién se quedaría. Lennon escogió a su padre dos veces, pero conforme su madre se alejaba, comenzó a llorar y la siguió. Desde ese momento tendrían que pasar veinte años para que Lennon volviese a ver a su padre.

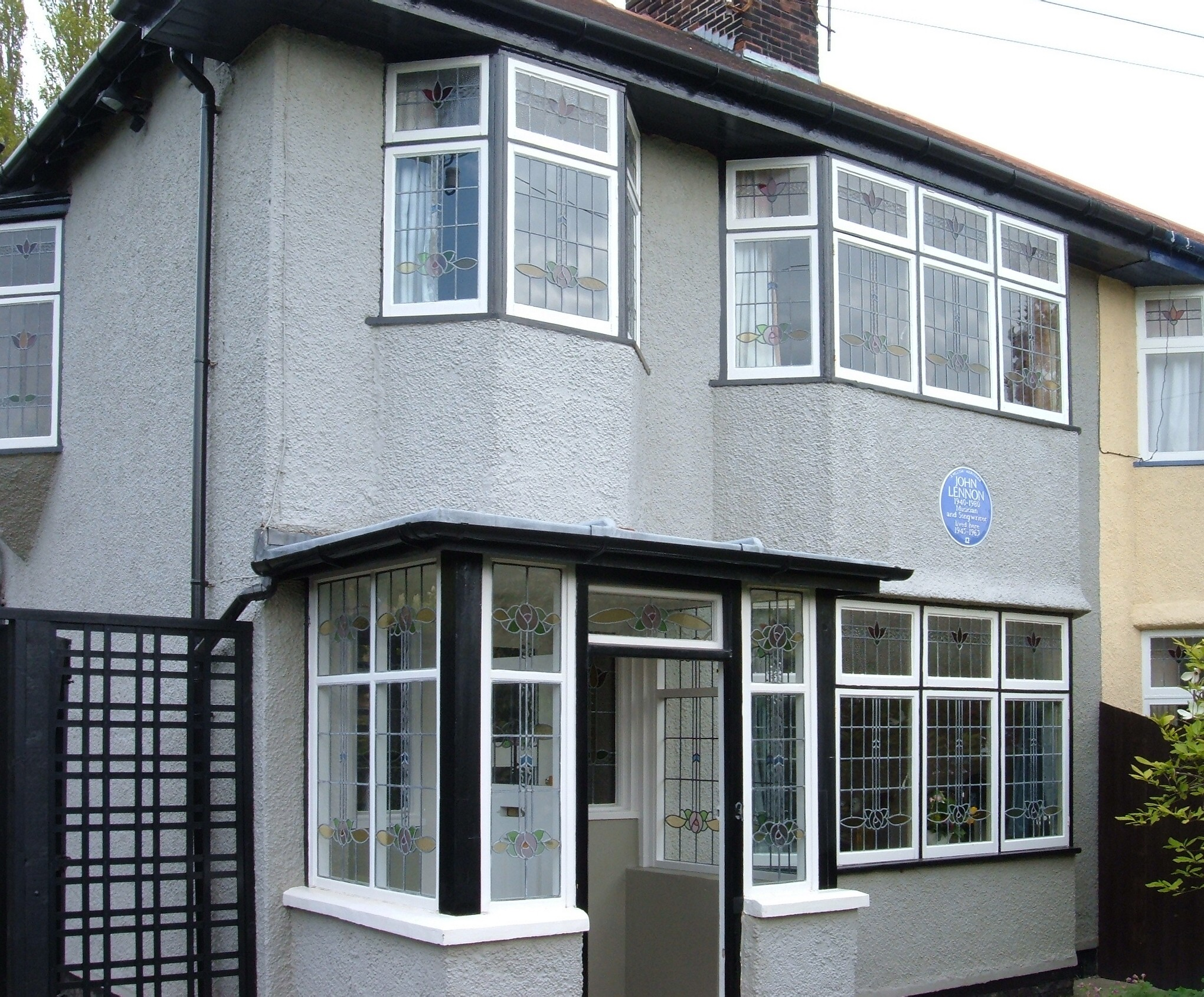
Mendips, la casa de George y Mimi Smith, donde Lennon vivió la mayor parte de su infancia y adolescencia.

Durante el resto de su infancia y adolescencia vivió con sus tíos Mimi y George Smith, sin hijos, en una casa de su propiedad llamada Mendips, ubicada en 251 Menlove Avenue, Woolton. Su tía solía comprarle volúmenes de cuentos, mientras que su tío, ganadero de una granja familiar, le compró una armónica y lo ponía a resolver crucigramas. Su madre visitaba Mendips casi todos los días y cuando Lennon cumplió los 11 años solía ser él quien la visitaba a ella. De carácter jovial y liberal, representó una figura muy diferente de la personalidad conservadora y muchas veces prejuiciosa de la tía Mimi.
En el vecindario cercano de Mendips, John hizo desde muy niño sus primeras amistades, que mantendría toda la vida. A la vuelta de su casa, en Vale Road, vivían Pete Shotton, Ivan Vaughan y Nigel Walley; los tres serían miembros originales de The Quarry Men. Sobre todo establecería una íntima relación con Shotton, con quien compartía un espíritu rebelde y un sentido del humor que más de una vez les valió ser castigados y humillados con golpes de vara en la escuela (práctica promovida por la educación inglesa de la época), siendo conocidos por los maestros como "Shennon and Lotton", o "Lotton and Shennon". Uno de los lugares preferidos de Lennon y sus amigos durante la niñez, era un jardín arbolado que pertenecía a un orfanato del Ejército de Salvación, llamado Strawberry Field, ubicado a menos de 500 m de su casa.
En septiembre de 1980 habló acerca de su infancia, su familia y su carácter rebelde:

Una parte de mí quería ser aceptado por todas las facetas de la sociedad y no ser el músico bocazas y lunático que soy. Pero no puedo convertirme en algo que no soy. Dada mi actitud, los padres de los otros chicos [...] reconocían instintivamente lo que yo era, es decir, un alborotador. Sabían que no iba a ser un conformista y que influenciaría a sus hijos, que es lo que luego sucedió realmente. Hice todo lo posible por causar problemas en la casa de los amigos que tuve, en parte por envidia, porque yo no tenía eso que llaman hogar. Aunque en realidad lo tenía [...] Había cinco mujeres que eran mi familia. Cinco inteligentes y fuertes mujeres. Cinco hermanas. Aquellas mujeres eran fantásticas [...] Esa fue mi primera educación feminista [...] Una de ellas resultó ser mi madre [...] No sabía cómo enfrentarse a la vida. Tenía un marido que se escapó a la mar en medio de una guerra y no podía conmigo. Por aquel entonces yo tenía cuatro años y medio. Al final acabé viviendo con su hermana mayor. Aquel conocimiento y el que yo no estuviera con mis padres me hizo ver que los padres no son dioses.

Con regularidad, visitaba a su primo, Stanley Parkes, quien vivía en Fleetwood. Siete años mayor que él, Stanley lo llevaba de paseo y a cines locales. Durante sus vacaciones escolares, Parkes solía visitarlo junto a Leila Harvey, otra prima en común, y todos juntos iban a Blackpool dos o tres veces por semana a ver espectáculos. Visitaban la Blackpool Tower, donde veían a artistas como Dickie Valentine, Arthur Askey, Max Bygraves y Joe Loss. Parkes señaló que a Lennon le gustaba particularmente George Formby. Después de que la familia de Parkes se mudara a Escocia, los tres primos solían pasar sus vacaciones escolares juntos allí. Parkes recuerda: «John, la prima Leila y yo estábamos muy unidos. Mientras viajábamos en coche desde Edimburgo a Durness, solíamos divertirnos mucho. Esto fue desde que John tenía nueve años hasta los dieciséis». Lennon tenía 14 años cuando su tío George murió, a los 52 años, de una hemorragia hepática el 5 de junio de 1955.
Lennon fue criado como anglicano y asistió a la Escuela Primaria Dovedale, al igual que Shotton y Vaughan. En 1952 aprobó el examen de ingreso para realizar el primer tramo de su educación secundaria en la Quarry Bank High School, a la que asistió hasta 1957. Según Harvey, en esa época era «un muchacho despreocupado, de buen humor, dócil y alegre». A menudo dibujaba tiras cómicas, las cuales compilaba en un cuaderno escolar al que llamó The Daily Howl, pero a pesar de su talento artístico, sus informes escolares eran negativos: «Indudablemente por el camino hacia el fracaso [...] sin esperanzas [...] más bien un payaso en clase [...] hace perder el tiempo al resto de los alumnos».
En 1955 estalló el rock and roll y en 1956 estalló en Gran Bretaña la llamada "locura del skiffle" (skiffle craze), apasionándose como los millones de adolescentes británicos que integraban la generación nacida durante el horror de la última guerra. John estableció entonces un vínculo profundo con su madre, yendo a su casa en Blomfield Road, Liverpool, donde ella le reproducía discos de Elvis Presley y le enseñaba a tocar el banjo, mostrándole cómo tocar «Ain't That a Shame» de Fats Domino.
Su madre le compró su primera guitarra en 1956, una Gallotone acústica que costó la módica cantidad de cinco libras y diez chelines, dinero que Julia le «prestó» a John a condición de que la guitarra permaneciera en su casa, y no de Mimi, sabiendo bien que su hermana no apoyaba las aspiraciones musicales de su hijo. Mimi, escéptica ante la idea de que Lennon fuese a ser famoso algún día, suponía que se aburriría de la música, diciéndole a menudo: «La guitarra está muy bien, John, pero nunca podrás ganarte la vida con ella». El 15 de julio de 1958, cuando Lennon tenía 17 años, su madre, que regresaba a casa tras haber visitado a los Smith, falleció después de ser atropellada por un oficial de policía que conducía ebrio.
En 1957 Lennon suspendió todos los exámenes de nivel secundario superior (O-level exam) y fue aceptado en el Liverpool College of Art solo después de que su tía interviniera hablando con el director. Una vez en el colegio, comenzó a vestir como un Teddy boy y era conocido por interrumpir las clases y ridiculizar a los maestros. Como consecuencia, fue excluido de la clase de pintura y del curso de artes gráficas, además de ser amenazado con la expulsión del centro escolar debido a su comportamiento, que incluía haberse sentado en el regazo de una modelo desnuda durante la clase de dibujo anatómico. Suspendió el examen anual a pesar de la ayuda de algunos compañeros y de quien sería su futura esposa, Cynthia Powell, y fue «echado del colegio antes de su último año».

### 1957-1970: de The Quarrymen a The Beatles

#### 1957-1966: formación, fama y comercialización, y años de gira
A la edad de 16 años, Lennon formó el grupo de skiffle The Quarrymen. Nombrado de tal manera por su escuela, la Quarry Bank High School, el grupo se creó en septiembre de 1956. En el verano de 1957, The Quarrymen ya daban conciertos combinando skiffle y rock and roll. Lennon conoció a Paul McCartney el 6 de julio de 1957, durante el segundo concierto de The Quarrymen, en una fiesta celebrada en el jardín de la iglesia St. Peter en Woolton; poco después McCartney se unió al grupo.
McCartney ha dicho que la tía de John «pensaba que los nuevos amigos de John eran de clase baja» y que a menudo le trataba con condescendencia cuando iba a visitar a su sobrino. Según el hermano de Paul, Mike, el padre de McCartney tampoco aprobaba sus nuevas amistades, diciendo que Lennon traería a su hijo «un montón de problemas»; sin embargo, más tarde permitiría que la banda ensayara en su casa (en el número 20 de Forthlin Road).
Durante esta época, a la edad de dieciocho años, Lennon escribió su primera canción, «Hello Little Girl», que llegaría al Top 10 del Reino Unido cuando fue interpretada por The Fourmost casi cinco años después.
McCartney sugirió que su amigo George Harrison se uniera como guitarrista líder. Lennon pensaba que Harrison, con 14 años de edad, era demasiado joven para unirse al grupo. McCartney tuvo que montar una audición donde Harrison tocó «Raunchy» para que Lennon la escuchase y lo aceptara. Más adelante se unió Stuart Sutcliffe, amigo de Lennon en la escuela de arte, como bajista. Lennon, McCartney, Harrison y Sutcliffe se convirtieron en «The Beatles» a comienzos de 1960 después de que los demás miembros abandonaran el grupo. En agosto de ese año, The Beatles fueron contratados para cuarenta y ocho actuaciones en Hamburgo, Alemania, y ante la urgencia de un baterista, invitaron a Pete Best a acompañarles. Lennon ya tenía 19 años y a su tía Mimi no le gustó en absoluto la idea del viaje, por lo que le suplicó que continuara con sus estudios. Después de su primera etapa en Hamburgo, aceptaron realizar otra en abril de 1961 y una tercera en abril de 1962. Al igual que los otros miembros, Lennon comenzó a consumir con regularidad fenmetrazina en Hamburgo, así como anfetaminas, que les servían de estimulante durante sus largas actuaciones nocturnas.
Brian Epstein, el representante de la banda desde 1962, no contaba con experiencia en gestión de artistas, sin embargo, tuvo gran influencia en la elección de la vestimenta del grupo y en su manera de actuar sobre el escenario. En un principio, Lennon se opuso a la idea de utilizar traje y corbata, pero luego la aceptó diciendo: «Me pondré un puñetero globo si alguien me va a pagar». McCartney suplió a Sutcliffe como bajista después de que este decidiera quedarse en Hamburgo, y el baterista Ringo Starr remplazó a Best, completando así la formación de cuatro miembros que duraría hasta la separación de la banda en 1970. Lanzaron su primer sencillo «Love Me Do» el 5 de octubre, que alcanzó el número 17 en las listas de éxitos británicas. Grabaron su primer álbum, Please Please Me, en solo diez horas el 11 de febrero de 1963, día en que Lennon sufría los efectos de un fuerte resfriado, muy notable en su actuación vocal de la última grabación del día, «Twist and Shout». La asociación compositora de Lennon-McCartney contribuyó con 9 de las 14 canciones. Con algunas excepciones —incluido el tema que da título al álbum— Lennon tenía que dejar fuera su gusto por los juegos de palabras en la composición de las letras de las canciones, llegando a decir: «Nosotros solo estábamos escribiendo canciones [...] canciones pop sin mucho esfuerzo en ellas más que el necesario para crear un sonido; y las letras eran casi irrelevantes». Respecto a la idea de que Lennon siempre fue considerado el líder del grupo, McCartney explicó: «Todos nosotros admirábamos a John. Era mayor [...] era el más ingenioso e inteligente».
The Beatles lograron el éxito comercial en el Reino Unido a principios de 1963. Cuando su primer hijo, Julian, nació en abril, Lennon se encontraba fuera de casa debido a las giras. Durante su actuación en el Royal Variety Show, al que asistieron la Reina Madre y algunas otras figuras de la realeza británica, Lennon se burló del público comentando: «Para nuestra siguiente canción, me gustaría pedirles su ayuda. Los de los asientos más baratos pueden aplaudir [...] y el resto de ustedes basta con que hagan sonar sus joyas». Después de un año de Beatlemania en el Reino Unido, le siguió su histórico debut en los Estados Unidos al aparecer en el programa de televisión The Ed Sullivan Show en 1964; después el grupo se embarcó en dos años de giras internacionales y filmación de películas, a la vez que escribían canciones de gran éxito. Durante ese lapso Lennon escribió dos libros, In His Own Write y A Spaniard in the Works. The Beatles recibieron el reconocimiento del establishment británico cuando se les nombró miembros de la Orden del Imperio Británico en los Honores a la Reina de 1965.

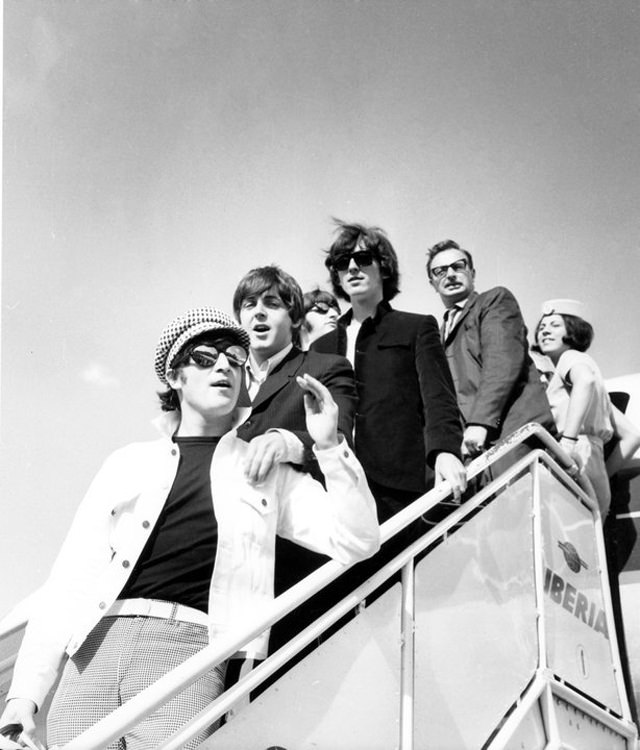
Lennon (al frente) arribando en Madrid para el par de conciertos que daría The Beatles en España en julio de 1965.

El desasosiego de Lennon crecía conforme los gritos de los admiradores que asistían a los conciertos se hacían cada vez más ruidosos, provocando que fuera imposible oír la música, y la calidad musical del grupo comenzaba a sufrir las consecuencias. El repertorio estaba ya dominado por las canciones de Lennon-McCartney, cuya letras recibían mayor atención por parte de los críticos que en los primeros días de la asociación. La canción «Help!» de Lennon expresa sus propios sentimientos en 1965: «Lo decía en serio [...] Era yo pidiendo “auxilio” [Help]». Había subido un poco de peso (más tarde se referiría a ello como su período «Fat Elvis» [Elvis Gordo]), y se dio cuenta de que inconscientemente estaba buscando un cambio. En marzo siguiente tomó por primera vez LSD sin saberlo, cuando su dentista lo mezcló con café durante una cena que había organizado para Lennon, Harrison y sus esposas. El dentista les informó lo que había hecho, y les aconsejó no salir de su casa a causa de los posibles efectos; sin embargo, los miembros del grupo se fueron, sin hacer caso de sus advertencias. Más tarde, en el ascensor de un club nocturno, todos alucinaron con que estaba en llamas: «Todos estábamos gritando [...] calientes e histéricos». En marzo de 1966, durante una entrevista con la periodista Maureen Cleave del Evening Standard, comentó: «El cristianismo se irá. Se desvanecerá y reducirá su tamaño [...] Somos más populares que Jesús ahora —no sé qué se irá primero, si el rock and roll o el cristianismo». El comentario pasó prácticamente desapercibido en Inglaterra, pero cinco meses después creó una gran controversia cuando se publicó en los Estados Unidos por la revista juvenil Datebook. Las consecuencias del escándalo —la quema de discos de The Beatles, la actividad del Ku Klux Klan, y las amenazas contra Lennon— contribuyeron a que la banda decidiera abandonar las giras.

#### 1967-1970: años de estudio, separación y comienzos en solitario
Despojado de su rutina de presentaciones en vivo después de su último concierto comercial en 1966, Lennon se sintió perdido y con deseos de dejar la banda. Desde su introducción involuntaria al LSD, había aumentado su adicción a las drogas, y estuvo casi siempre bajo su influencia durante gran parte de 1967. De acuerdo con Ian MacDonald, la continua experiencia de Lennon con el LSD durante ese año lo llevó «cerca de perder su identidad». 1967 también fue el año del lanzamiento de «Strawberry Fields Forever», alabada por la revista Time por su «asombroso ingenio», y del álbum más aclamado del grupo, Sgt. Pepper's Lonely Hearts Club Band, que revelaba el fuerte contraste entre la nueva lírica de Lennon y las sencillas canciones de amor de los primeros años del dúo Lennon-McCartney.[cita requerida]
En agosto de ese año, después de ser introducidos al Maharishi Mahesh Yogi, el grupo asistió a un fin de semana de instrucción personal en su seminario de Meditación Trascendental en Bangor, Gales, donde fueron informados de la repentina muerte de Epstein. «Entonces supe que estábamos en problemas», diría Lennon tiempo después. «No me engañaba acerca de nuestra incapacidad para hacer otra cosa que no fuera el tocar música, y tenía miedo». Conducidos principalmente por el interés de Harrison y de Lennon en la religión oriental, los cuatro Beatles viajarían a un ashram del Maharishi en la India para obtener mayor orientación; allí compusieron la mayoría de las canciones para The Beatles y Abbey Road.
La antibélica comedia de humor negro How I Won the War, que cuenta con la única actuación de Lennon sin la compañía de los otros Beatles en un largometraje, apareció en cartelera en octubre de 1967. McCartney organizó el primer proyecto de la banda después de la muerte de Epstein, la película para la televisión Magical Mystery Tour; escrita, producida y dirigida por los miembros de la banda, y que fue publicada en diciembre de ese año. Resultó ser su primer trabajo en recibir críticas negativas, pero su banda sonora, que contiene la aclamada canción de Lennon «I Am the Walrus» (inspirada en la literatura de Lewis Carroll), fue todo un éxito comercial. Ya sin Epstein, los miembros del grupo fueron tomando un papel más importante en las actividades comerciales del mismo, y en febrero de 1968 formaron Apple Corps, una empresa multimedia que abarcaba Apple Records y otras filiales. Lennon describió la empresa como un intento de «ver si podíamos conseguir la libertad artística dentro de una estructura de negocios»; sin embargo, la experimentación de Lennon con las drogas, su excesivo interés por Yoko Ono y los planes de matrimonio de McCartney, mostraron la necesidad de poner a profesionales de la gestión al frente de Apple. Lennon invitó a Lord Beeching a asumir el puesto, pero este se negó. Después, se puso en contacto con Allen Klein, que había gestionado a The Rolling Stones y otras bandas durante la invasión británica. Klein fue aprobado como representante por Lennon, Harrison y Starr, pero McCartney, inconforme con la idea, nunca firmó el contrato.

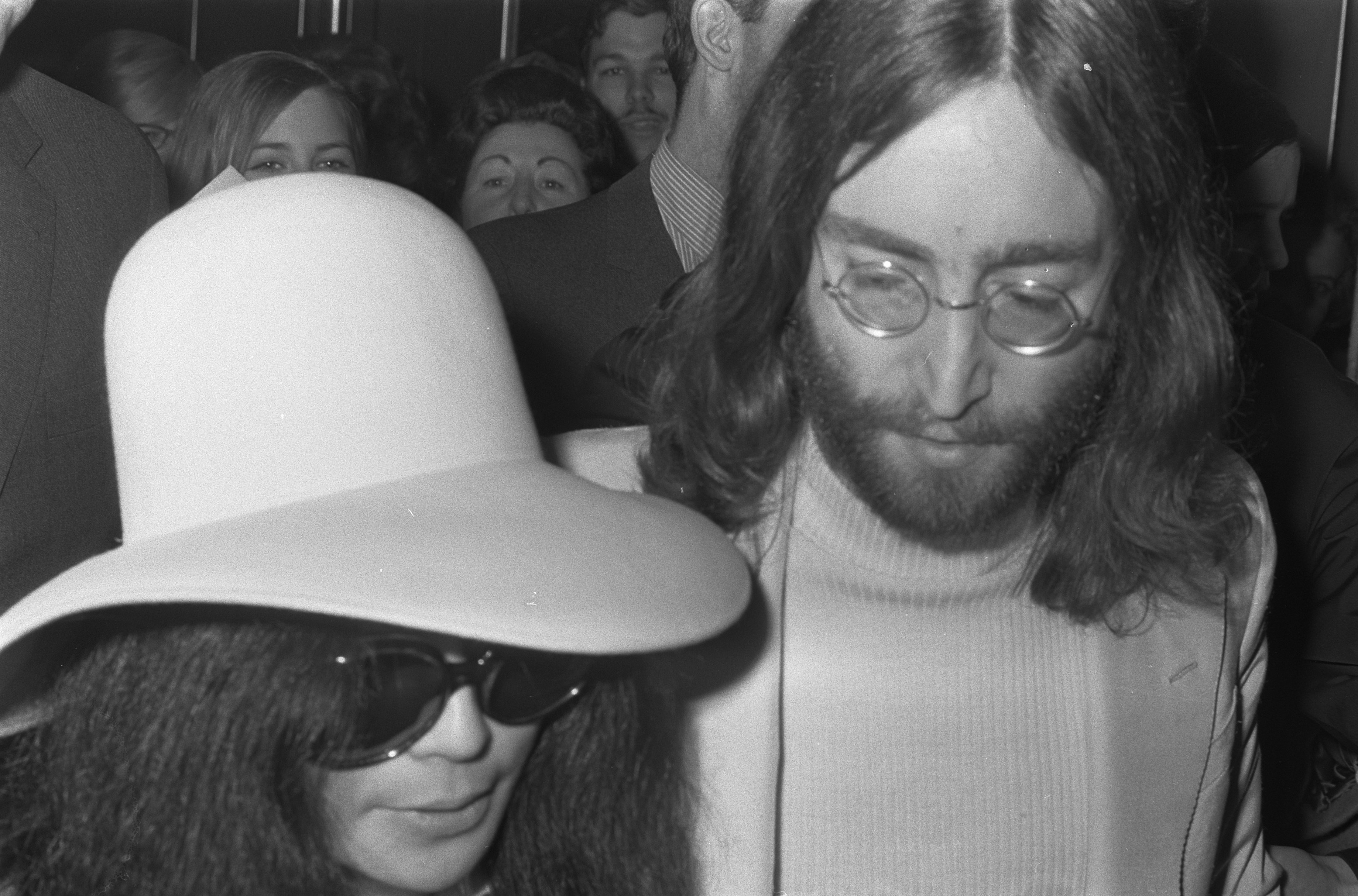
Lennon durante su luna de miel con Yoko Ono en marzo de 1969.

A finales de 1968 Lennon apareció en la película The Rolling Stones Rock and Roll Circus (que sería publicada hasta 1996) en el papel de un miembro de la banda Dirty Mac. El supergrupo, conformado por Lennon, Eric Clapton, Keith Richards y Mitch Mitchell, también contó con una colaboración vocal de Ono en la película. Lennon y Ono se casaron el 20 de marzo de 1969, y luego lanzaron una serie de catorce litografías llamada Bag One que mostraban imágenes de su luna de miel, de las cuales ocho fueron consideradas indecentes y la mayoría prohibidas y confiscadas. El enfoque creativo de Lennon continuó más allá de The Beatles, y entre 1968 y 1969, Lennon y Ono grabaron tres álbumes experimentales juntos: Unfinished Music No.1: Two Virgins (más conocido por su portada que por su música), Unfinished Music No.2: Life with the Lions y Wedding Album. En 1969 formaron The Plastic Ono Band, lanzando el álbum Live Peace in Toronto 1969. Entre 1969 y 1970 Lennon lanzó los sencillos «Give Peace a Chance» (ampliamente adoptado como himno contra la guerra de Vietnam en 1969), «Cold Turkey» (documentando su síndrome de abstinencia a la heroína) e «Instant Karma!». En protesta por la intervención británica en la guerra civil de Nigeria, el apoyo a los Estados Unidos en su «guerra contra Vietnam» y (tal vez a modo de broma) la caída de «Cold Turkey» en las listas musicales, Lennon devolvió su medalla de miembro de la Orden del Imperio Británico a la Reina, aunque esto no tuvo efecto en su condición de miembro de la orden.
Lennon abandonó The Beatles en septiembre de 1969, y estuvo de acuerdo en no informar a los medios de comunicación lo sucedido, mientras la banda renegociaba su contrato de grabación, pero quedó indignado después de que McCartney publicara su propio álbum de debut como solista en abril de 1970. La reacción de Lennon fue: «¡Jesucristo! Él se lleva todos los créditos por ello!» Más tarde escribiría: «Yo empecé la banda. Yo la disolví. Tan simple como eso». En posteriores entrevistas con la revista Rolling Stone reveló su resentimiento hacia McCartney diciendo: «Fui un tonto por no haber hecho lo que Paul hizo, que fue utilizar la situación para vender discos». Habló también de la hostilidad que los otros miembros tenían hacia Ono, y de cómo él, Harrison y Starr «se hartaron de ser acompañantes de Paul [...] Después de la muerte de Brian Epstein todo se derrumbó. Paul se hizo cargo y supuestamente nos dirigió. Pero ¿qué dirigía cuando solo íbamos en círculos?».

### 1970-1980: carrera como solista

#### 1970-1972: inicial éxito en solitario y activismo

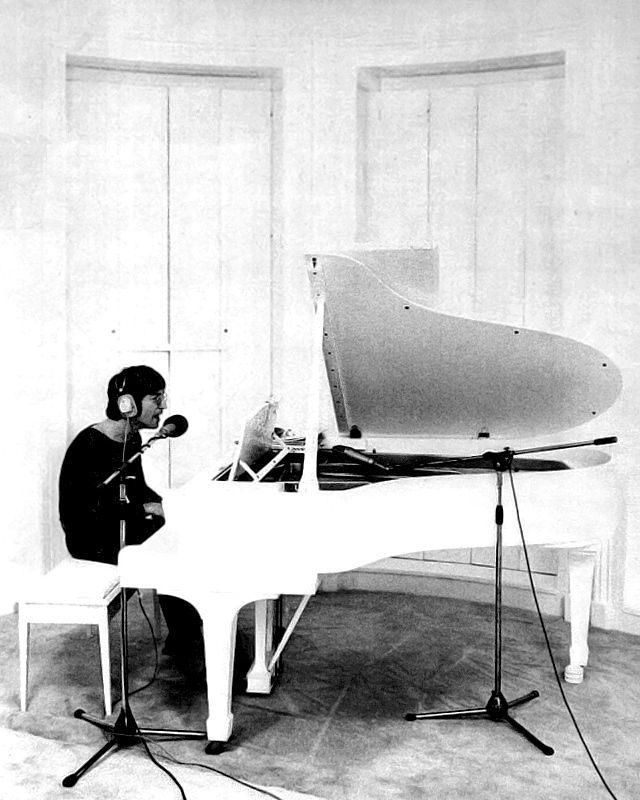
Publicidad del sencillo «Imagine» en la revista Billboard, edición del 18 de septiembre de 1971.

Después de la separación de The Beatles en 1970, Lennon y Ono se sometieron a terapia primal con el psicoterapeuta Arthur Janov en Los Ángeles, California. Diseñada para liberar el dolor emocional de la niñez temprana, el tratamiento consistía en asistir dos días a la semana durante cuatro meses; Janov quería tratar a la pareja durante más tiempo, pero ellos no sintieron ninguna necesidad de continuar y regresaron a Londres. El álbum debut en solitario de Lennon, John Lennon/Plastic Ono Band (1970), fue recibido con gran aclamación. El crítico Greil Marcus mencionó: «El canto de John en el último verso de “God” puede que sea el más fino de todo el rock». El álbum incluye la canción «Mother», que habla sobre los sentimientos que había en él por el abandono de sus padres cuando era niño, y la canción al estilo Dylan «Working Class Hero», un ácido ataque contra el sistema social burgués que, debido a la línea «siguen jodiendo [fucking] a los campesinos», fue prohibida por las radiodifusoras. Ese mismo año, las revolucionarias opiniones políticas de Tariq Ali, expresadas cuando entrevistó a Lennon, inspiraron al cantante a escribir «Power to the People». Lennon también se vio involucrado con Ali durante una protesta contra la demanda a la revista Oz por presunta obscenidad. Lennon denominó el procedimiento como «fascismo repugnante», y junto con Ono (como Elastic Oz Band) lanzaron el sencillo «God Save Us/Do the Oz» y se unieron a las marchas de apoyo a la revista.
Con el siguiente álbum, Imagine (1971), la respuesta de la crítica fue más reservada. Rolling Stone reportó que «contiene una gran porción de buena música», pero advirtió la posibilidad de que «sus posturas no parecerán solamente aburridas, sino irrelevantes». La canción que da título al álbum se convertiría en un himno para los movimientos contra la guerra, mientras que «How Do You Sleep?» era un ataque musical hacia McCartney en respuesta a las letras del álbum Ram que Lennon sentía, y que McCartney confirmó más tarde, iban dirigidas a él y Ono. Aunque Lennon suavizó su postura a mediados de los años 70 diciendo que había escrito «How Do You Sleep?» acerca de sí mismo. En 1980 revelaría: «Usé mi resentimiento contra Paul [...] para crear una canción [...] no una terrible ni cruel venganza [...] Usé mi resentimiento y la separación con Paul y los otros Beatles, además de mi relación con Paul, para escribir “How Do You Sleep”. Realmente no iba por ahí con esos pensamientos en mi cabeza todo el tiempo».
Lennon y Ono se mudaron a Nueva York en agosto de 1971, y en diciembre lanzaron «Happy Xmas (War Is Over)». El siguiente año, la administración de Richard Nixon realizó una «contraofensiva estratégica» hacia la propaganda de Lennon en contra de la guerra y de Nixon, embarcándose en un intento de cuatro años para intentar deportarlo. En 1972, Lennon y Ono asistieron a una velada postelectoral en la casa del activista Jerry Rubin, después de que George McGovern perdiera las elecciones presidenciales ante Nixon. Envuelto en una continua batalla legal contra las autoridades migratorias, a Lennon se le negaba la residencia permanente en Estados Unidos (situación que se resolvería hasta 1976). Deprimido, Lennon se embriagó y tuvo relaciones sexuales con una de las invitadas, dejando desconcertada a Ono. La canción «Death of Samantha» de Ono estuvo inspirada en el incidente.
Grabado en colaboración de Ono y con el acompañamiento de la banda neoyorquina Elephant's Memory, Some Time in New York City fue lanzado en 1972. Con canciones que hablan sobre los derechos de las mujeres, las relaciones raciales, el papel del Reino Unido en Irlanda del Norte, y los problemas de Lennon para obtener una Green Card, el álbum fue recibido negativamente —inescuchable—, de acuerdo con un crítico. «Woman Is the Nigger of the World», lanzada como sencillo del álbum en los Estados Unidos ese mismo año, fue televisada el 11 de mayo durante el programa The Dick Cavett Show. Muchas estaciones de radio se negaron a transmitir la canción a causa de la palabra nigger («negro» despectivamente). Lennon y Ono dieron dos conciertos benéficos con Elephant's Memory e invitados en Nueva York para la Escuela de Willowbrook de enfermos mentales. Presentados en el Madison Square Garden el 30 de agosto de 1972, serían los últimos conciertos de larga duración que realizaría.

#### 1973-1975: «el fin de semana perdido»

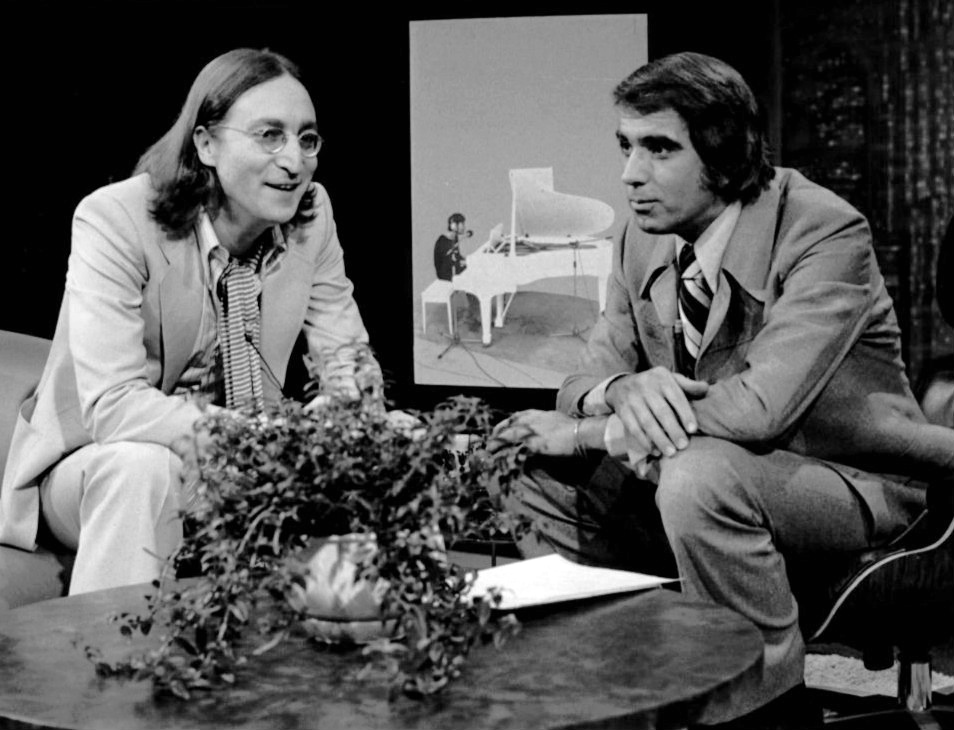
John Lennon y el conductor Tom Snyder del programa de televisión Tomorrow, en 1975. Esta fue la última entrevista televisiva que dio Lennon antes de su muerte en 1980.

Mientras Lennon grababa Mind Games (1973), él y Ono decidieron separarse. El período consiguiente, que duró 18 meses y al que más tarde llamó su «fin de semana perdido» (en referencia a la novela homónima de Charles R. Jackson), lo pasó en Los Ángeles y Nueva York en compañía de May Pang. Mind Games, acreditado a «The Plastic U.F.O. no Band», fue lanzado en noviembre de 1973. Lennon también contribuyó con una versión renovada de «I'm the Greatest» para el álbum Ringo de Starr (1973), publicado el mismo mes (la versión de Lennon de 1971 aparece en John Lennon Anthology).
A principios de 1974, Lennon se encontraba constantemente en estado de embriaguez y sus borracheras con Harry Nilsson eran titulares de periódicos. Dos incidentes ampliamente publicitados ocurrieron en el club The Troubadour en marzo, el primero cuando Lennon se colocó una toalla sanitaria en la frente y peleó con una camarera, y el segundo, dos semanas más tarde, cuando Lennon y Nilsson fueron expulsados del mismo club después de interrumpir la presentación de los Smothers Brothers. Lennon decidió producir el álbum Pussy Cats de Nilsson, por lo que Pang rentó una casa en la playa de Los Ángeles para todos los músicos, pero después de un mes de completo libertinaje y las sesiones de grabación hechas un caos, Lennon se mudó a Nueva York con Pang para terminar su trabajo en el álbum. En abril, Lennon había producido la canción de Mick Jagger «Too Many Cooks (Spoil the Soup)» que, por razones contractuales, permaneció inédita durante más de 30 años. Pang suministraría la grabación para su inclusión en The Very Best of Mick Jagger (2007).
Asentado de nuevo en Nueva York, Lennon grabó Walls and Bridges. Publicado en octubre de 1974, incluyó «Whatever Gets You Thru the Night», que contaba con la participación de Elton John en los coros y piano, y se convirtió en el único sencillo número uno de Lennon en solitario que pudo ver en vida. Un segundo sencillo del álbum, «#9 Dream», le siguió antes de que finalizara el año. Goodnight Vienna (1974) de Starr, volvió a contar con la contribución de Lennon, que escribió la canción principal y tocó el piano. El 28 de noviembre, hizo una aparición sorpresa en el concierto de Acción de Gracias de Elton John en el Madison Square Garden, cumpliendo así su promesa de unirse al cantante en un show en vivo si «Whatever Gets You Thru the Night», una canción de cuyo potencial comercial Lennon había dudado, alcanzaba el número uno. Lennon interpretó la canción junto con «Lucy in the Sky with Diamonds» y «I Saw Her Standing There», la cual presentó como «una canción hecha por una antigua y distante novia mía llamada Paul».
Coescribió «Fame», el primer número 1 de David Bowie en los Estados Unidos, donde colaboró tocando la guitarra y los coros durante la grabación en enero de 1975. Ese mismo mes, Elton John encabezó las listas de éxitos con su propia versión de «Lucy in the Sky with Diamonds», con Lennon en la guitarra y los coros (Lennon es acreditado en el sencillo con el apodo de «Dr. Winston O'Boogie»). Poco después se reconciliaría con Ono. Lanzó Rock 'n' Roll (1975), un álbum de versiones, en febrero. «Stand By Me», extraída del álbum y un éxito en los Estados Unidos y el Reino Unido, se convirtió en su último sencillo durante cinco años. Hizo su última aparición en el escenario durante el especial de la ATV A Salute to Lew Grade, grabado el 18 de abril y televisado en junio. Tocando la guitarra acústica, y acompañado por una banda de ocho músicos, Lennon interpretó dos canciones de Rock 'n' Roll («Slippin 'and Slidin'» y «Stand By Me»; esta última sería excluida de la transmisión televisiva), seguidas por «Imagine». La banda, conocida como Etc., llevaba máscaras en la parte trasera de la cabeza como si tuvieran dos caras, una indirecta hacia Grade, con quien Lennon y McCartney habían estado en conflicto por el control de la empresa editora de The Beatles (Dick James había vendido la mayoría de sus acciones a Grade en 1969).

#### 1975-1980: retiro y regreso
Tras el nacimiento de su segundo hijo Sean en octubre de 1975, Lennon asumió el papel de amo de casa, comenzando lo que sería un retiro de cinco años de la industria musical durante el cual dedicó toda su atención a su familia. Ese mismo mes terminó su contrato con EMI/Capitol tras el lanzamiento del álbum recopilatorio Shaved Fish. Se dedicó completamente a Sean, levantándose a las 6:00 todos los días para planear y preparar sus comidas y pasar todo el tiempo con él. Compuso «Cookin' (In the Kitchen of Love)» para el álbum de Starr Ringo's Rotogravure (1976), colaborando en la grabación del tema en junio, en la que sería su última sesión de grabación hasta 1980. Anunció formalmente su retirada de la actividad musical en Tokio, en 1977, diciendo: «Básicamente lo hemos decidido, sin tomar ninguna gran decisión, para estar con nuestro bebé tanto como nos sea posible hasta que sintamos que podemos tomarnos el tiempo libre para disfrutar de nosotros mismos trabajando en cosas fuera de la familia». Durante su época de descanso realizó varias series de dibujos, y redactó un libro que contiene una mezcla de material autobiográfico y lo que Lennon denominó «cosas locas»; todo ello se publicaría posteriormente.[cita requerida]
Regresó a la escena musical en octubre de 1980 con el sencillo «(Just Like) Starting Over», seguido el mes siguiente por el álbum Double Fantasy, que contiene canciones escritas por Lennon durante un viaje que había realizado en velero a las Bermudas el mes de junio anterior, y las cuales reflejan la estabilidad y el éxito de su nueva vida familiar. Durante las sesiones del álbum, Lennon y Ono grabaron material adicional suficiente para un planeado futuro álbum, el cual se convertiría en Milk and Honey (lanzado póstumamente en 1984). Publicado por Lennon y Ono en conjunto, Double Fantasy fue mal recibido por la crítica, recibiendo comentarios como el de Melody Maker, del cual dijo que «apesta a esterilidad indulgente [...] un espantoso bostezo».

## Asesinato y funeral

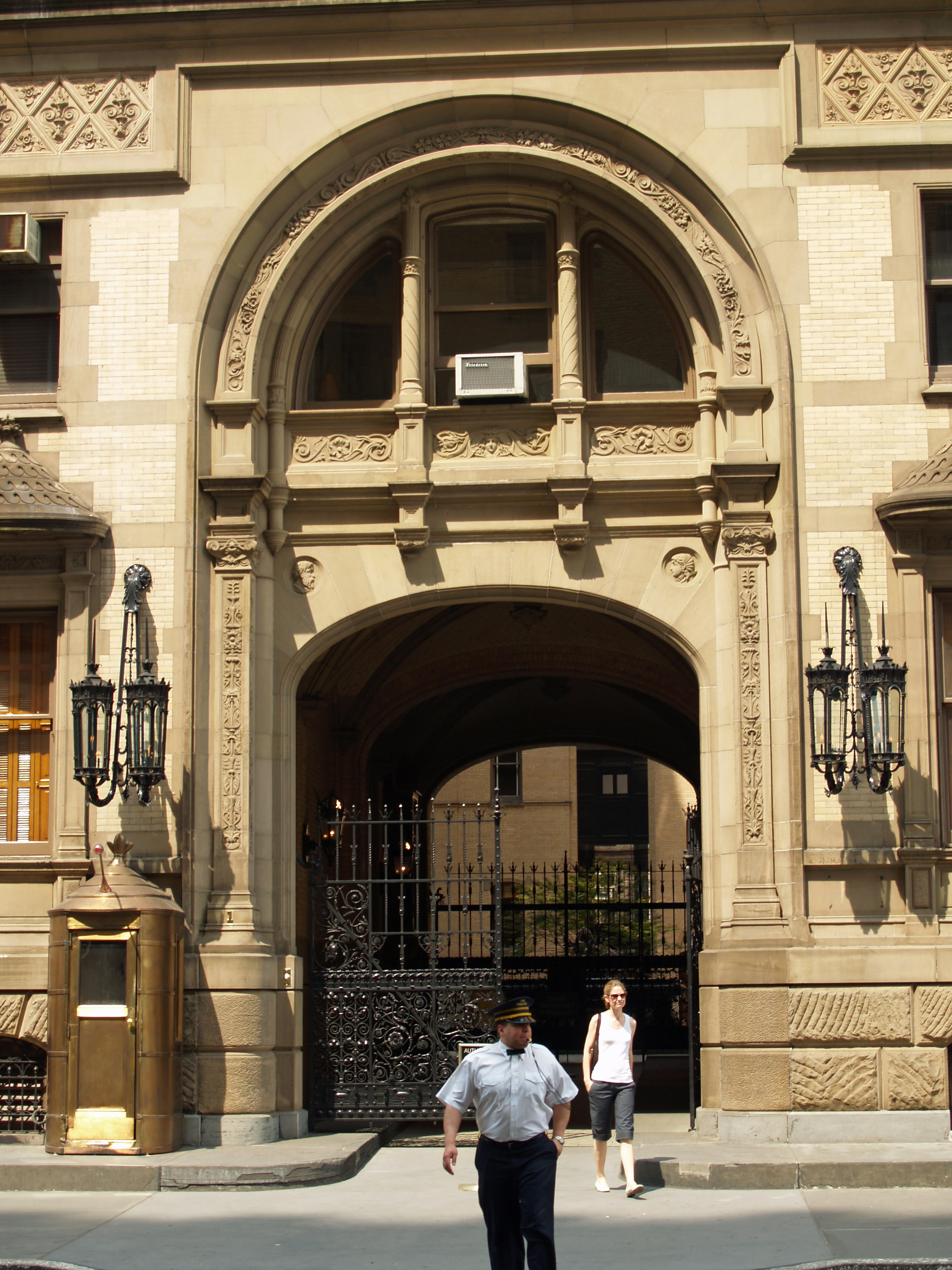
Entrada al edificio Dakota, donde Lennon fue asesinado.

Alrededor de las 22:50 del 8 de diciembre de 1980, poco después de que Lennon y Ono volvieran al Dakota, el apartamento de Nueva York donde vivían, Mark David Chapman, a la entrada del edificio, disparó contra Lennon por la espalda cinco veces, de las cuales impactaron cuatro en la espalda y el hombro izquierdo. Fue llevado a la sala de emergencia del cercano Hospital Roosevelt y fue declarado muerto a su llegada a las 23:00. Ese mismo día, en la tarde, Lennon había autografiado una copia de Double Fantasy a Chapman.
Al día siguiente, Ono emitió una declaración, diciendo: «No hay funeral para John», concluyendo con las palabras, «John amaba y rezaba por la raza humana. Por favor, hagan lo mismo por él». Su cuerpo fue incinerado en el Cementerio Ferncliff en Hartsdale, Nueva York. Ono esparció sus cenizas en Central Park, donde más tarde se creó el monumento conmemorativo Strawberry Fields. Chapman fue declarado culpable por asesinato en segundo grado y fue condenado a cadena perpetua en prisión, con posibilidad de conseguir la libertad condicional pasados los 20 años de reclusión; actualmente aún permanece en la cárcel, después de haberle sido negada en repetidas ocasiones la libertad condicional.

## Vida personal

### Personas cercanas

#### Cynthia Lennon

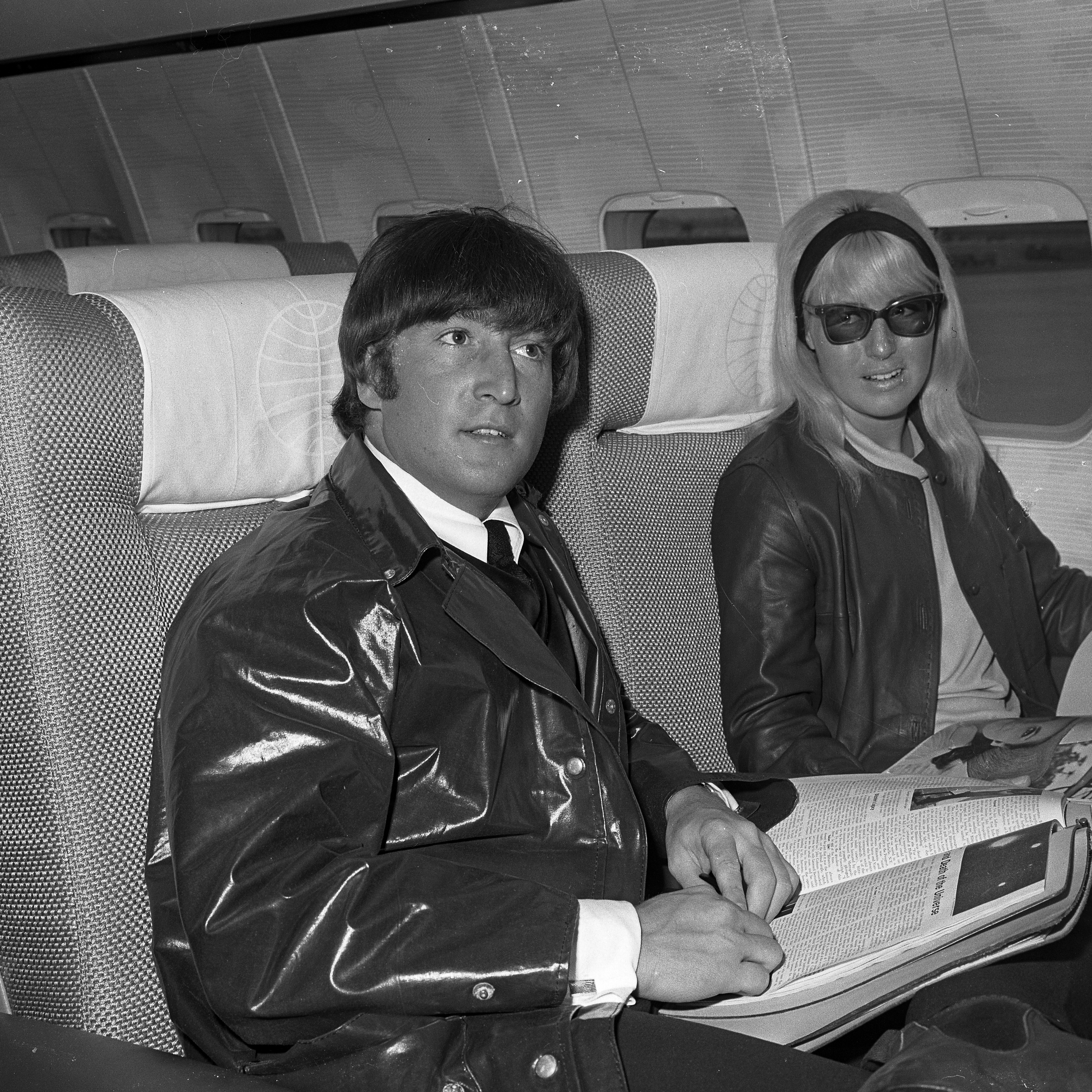
John y Cynthia Lennon en 1964.

Lennon y Cynthia Powell (1939-2015) se conocieron en 1957 como compañeros de estudios en el Liverpool College of Art. Aunque en un principio le espantaba la actitud y apariencia de Lennon, se sentía atraída por él. Después de descubrir que él estaba obsesionado con Brigitte Bardot, se tiñó el pelo de rubio. Lennon la invitó a salir, pero cuando ella respondió que tenía pareja, él le dijo: «Vamos, no te he pedido que te cases conmigo, ¿o sí?» A menudo lo acompañaba a los conciertos de The Quarrymen y viajó a Hamburgo junto con la novia de McCartney de ese entonces para pasar tiempo con él. Lennon, de carácter celoso, con el tiempo se volvió posesivo y continuamente aterrorizaba a Powell con su ira y maltrato físico. Lennon diría posteriormente que hasta que conoció a Yoko Ono, nunca se había cuestionado su actitud machista hacia las mujeres. La canción «Getting Better» de The Beatles, según dijo, es su propia historia: «Yo solía ser cruel con mi mujer —físicamente— y con cualquier mujer. Yo era un golpeador. No podía expresarme y recurría a los golpes. Peleé con hombres y golpeé mujeres. Por eso es que siempre estoy con lo de la paz».
Cuando en 1962 se enteró de que Cynthia estaba embarazada, reaccionó diciendo: «Solo hay una cosa para esto, Cyn. Tendremos que casarnos». La pareja se casó el 23 de agosto en la Oficina de Registro Civil de Mount Pleasant, en Liverpool. Su matrimonio comenzó justo cuando la Beatlemanía se apoderaba de todo el Reino Unido. Tuvo una actuación en la noche de su boda, y seguiría haciéndolo casi a diario a partir de entonces. Epstein, por temor a que las admiradoras se desanimaran por la idea de un Beatle casado, pidió a los Lennon mantener en secreto su matrimonio. Julian nació el 8 de abril de 1963; Lennon estaba de gira en ese momento y no pudo ver a su hijo hasta tres días después.
Cynthia atribuyó a la droga LSD el inicio de su ruptura matrimonial, que como resultado, la hizo sentir que poco a poco él iba perdiendo el interés en ella. Cuando el grupo viajó en tren a Bangor, Gales, en 1967, para el seminario de Meditación Trascendental con el Maharishi Mahesh Yogi, un policía no la reconoció y le impidió subir a bordo. Ella mencionaría posteriormente que este hecho parecía simbolizar el final de su matrimonio. Después de llegar a su casa en Kenwood, y de sorprender a Lennon y Ono juntos, Cynthia abandonó la casa para irse a quedar con unos amigos. Más tarde, Alexis Mardas afirmaría haber pasado esa noche con ella, y unas semanas después le informó que Lennon estaba buscando el divorcio y la custodia de Julian por motivo de su adulterio. Después de negociaciones, Cynthia rindió y accedió a divorciarse de él por los mismos motivos. El caso fue resuelto fuera de la corte en noviembre de 1968, teniendo Lennon la obligación de darle 100 000 £ (240 000 dólares de aquel entonces) mensuales, un pequeño pago anual y la custodia de Julian.

#### Brian Epstein
The Beatles conocieron a Brian Epstein después de una actuación al mediodía en el Cavern Club de Liverpool en noviembre de 1961. De origen judío, Epstein era homosexual en una época de fuertes prejuicios sociales contra la homosexualidad. Según el biógrafo Philip Norman, una de las razones por las que quiso manejar al grupo fue la atracción física que sentía hacia Lennon. Casi tan pronto como Julian nació, Lennon se fue de vacaciones a España con Epstein, lo que llevó a la especulación sobre su relación. Interrogado al respecto más tarde, Lennon dijo: «Bueno, era casi una historia de amor, pero no del todo. Nunca se consumó. Pero fue una relación muy intensa. Fue mi primera experiencia con un homosexual siendo yo consciente de su condición. Solíamos sentarnos en un café en Torremolinos mirando a todos los chicos y yo decía, '¿Te gusta ese? ¿Te gusta este?' Yo estaba más bien disfrutando de la experiencia, pensando como un escritor todo el tiempo: estoy experimentando esto». Poco después de su regreso de España, en la fiesta del cumpleaños veintiuno de McCartney en junio de 1963, Lennon agredió físicamente al MC del Cavern Club Bob Wooler por decir: «¿Cómo estuvo tu luna de miel, John?» El MC, conocido por sus juegos de palabras y sus comentarios sarcásticos, le estaba haciendo una broma, ya que diez meses habían transcurrido desde el matrimonio de Lennon, y la luna de miel, tardó todavía dos meses. Para Lennon, borracho durante el incidente, la cuestión era simple: «Me llamó queer, así que golpeé sus malditas costillas».
A Lennon le encantaba burlarse de Epstein por su homosexualidad y su origen judío. Cuando Epstein les pidió sugerencias para el título de su autobiografía, Lennon ofreció Queer Jew [Judío maricón], y al enterarse del título final, A Cellarful of Noise [Una bodega llena de ruido], dijo parodiando: «Más bien A Cellarful of Boys [Una bodega llena de chicos]». En una ocasión, al llegar una visita a la casa de Epstein, Lennon, que estaba presente, comentó: «¿Has venido a chantajearlo? Si no es así, usted es el único sodomita en Londres que no lo ha hecho». También solía burlarse de Epstein cambiando algunas letras de sus canciones, como el cambio de «baby, you're a rich man too» [«bebé, eres un hombre rico»] a «baby, you're a rich fag Jew» [«bebé, eres un judío rico y maricón»].

#### Julian Lennon

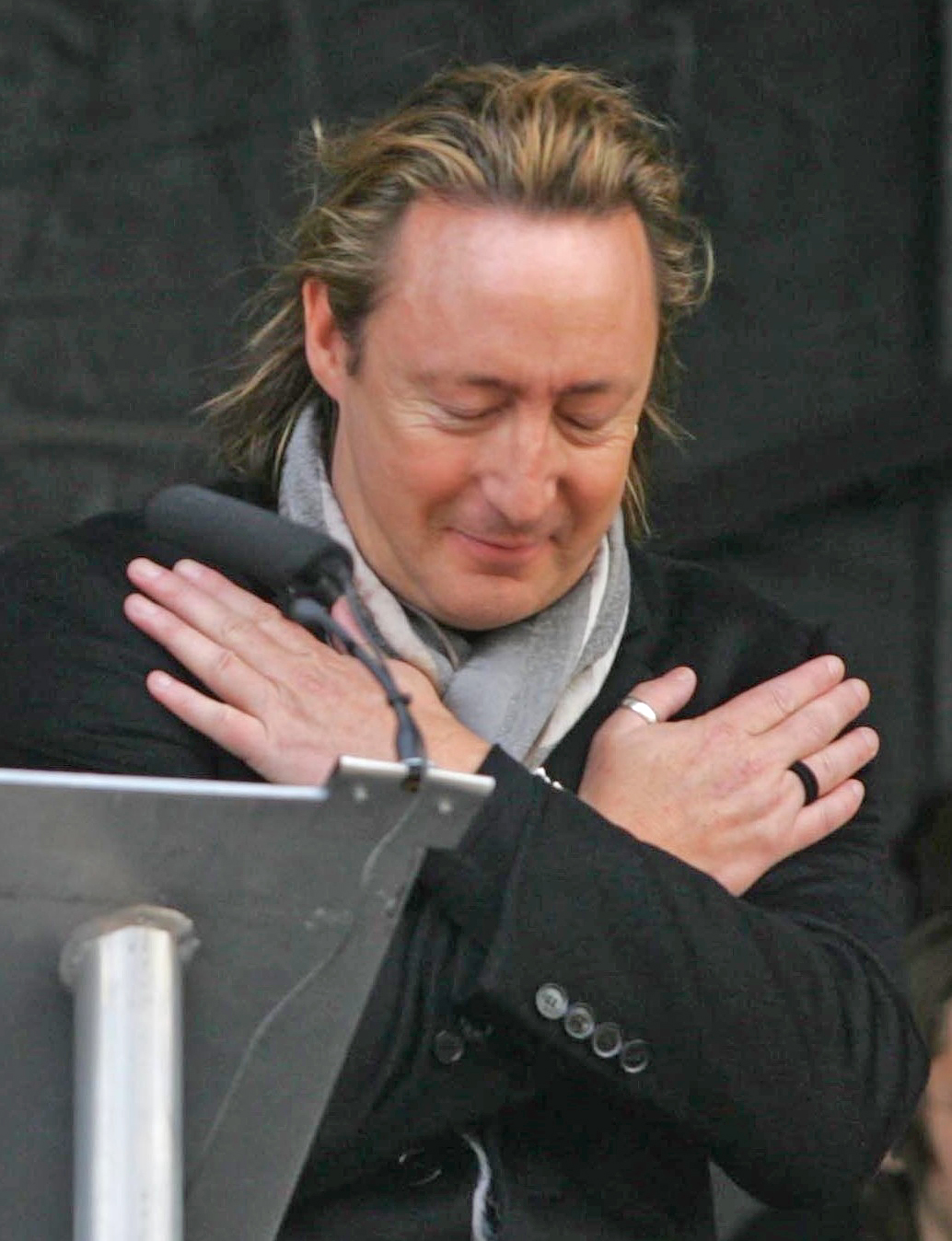
Julian Lennon durante la inauguración del «Monumento John Lennon a la Paz» en Liverpool, octubre de 2010.

El primer hijo de Lennon, Julian, nació cuando sus compromisos con The Beatles se intensificaban debido al auge de la Beatlemanía durante su matrimonio con Cynthia. Lennon estaba de gira con The Beatles cuando Julian nació el 8 de abril de 1963. El nacimiento, al igual que el matrimonio de su madre Cynthia con John, se mantuvo en secreto porque Epstein estaba convencido de que si se hacía público tales cosas pondrían en peligro el éxito comercial de The Beatles. Julian recuerda que a los cuatro años, cuando era un niño pequeño de Weybridge, «iba de regreso a casa de la escuela y llegué caminando con una de mis pinturas de acuarela. Era solo un montón de estrellas y esa niña rubia que conocí en la escuela. Y papá dijo: “¿Qué es esto?” Yo dije, “Es Lucy en el cielo con diamantes” [Lucy in the sky with diamonds]». Lennon lo utilizó como título para una canción de The Beatles, y aunque más tarde se especuló que derivaba de las iniciales LSD, Lennon insistió en que «no es una canción sobre el ácido». McCartney ha corroborado la explicación de Lennon sobre el inocente origen de la canción. Julian estaba alejado de su padre, inclusive, se sentía más cercano a McCartney que a Lennon. En un viaje en coche para visitar a Cynthia y Julian durante el divorcio de Lennon, McCartney compuso una canción, «Hey Jude», para consolarlo. Esta se convertiría en la canción de The Beatles «Hey Jude». Lennon diría después: «Esa es su mejor canción. Empezó como una canción para mi hijo Julian [...] él la convirtió en 'Hey Jude'. Yo siempre pensé que era sobre mí y Yoko, pero él lo negó».
La relación de Lennon con su primer hijo estuvo siempre fracturada, y después de que Lennon y Ono se mudaran a Nueva York en 1971, Julian no volvería a ver a su padre hasta 1973. Con el apoyo de Pang, se planeó un encuentro entre él (junto a su madre) y Lennon en Los Ángeles, donde visitaron Disneylandia. Julian empezó a ver a su padre con regularidad, y Lennon le dio lugar para que tocara la batería en una pista de Walls and Bridges. Le compró una guitarra Gibson Les Paul y otros instrumentos, y animó su interés por la música enseñándole técnicas de acordes de guitarra. Julian recuerda que él y su padre «se llevaron mucho mejor» durante el tiempo que pasó en Nueva York: «Nos divertimos mucho, reímos un montón y la pasamos muy bien en general».
En una entrevista para David Sheff de Playboy poco antes de su muerte, Lennon comentó: «Sean era un niño planeado, y ahí radica la diferencia. No es que no quiera a Julian. Él sigue siendo mi hijo, sin importar que haya venido de una botella de whiskey o porque entonces no había píldoras. Él está aquí, me pertenece, y siempre será así». También dijo que estaba tratando de volver a establecer una conexión con su entonces hijo de diecisiete años, y predijo con confianza que «en el futuro, Julian y yo tendremos unos vínculos mucho mejores». Después de su muerte se supo que le había dejado muy poco en su testamento.

#### Yoko Ono

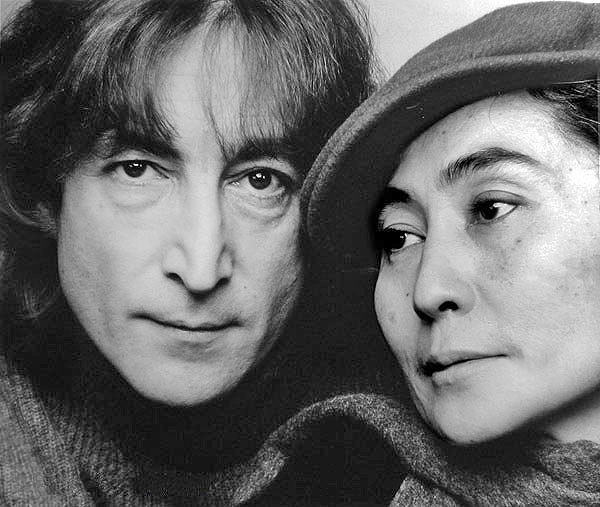
Lennon y Ono fotografiados por Jack Mitchell en 1980.

Hay dos versiones sobre cómo se conocieron Lennon y Ono. De acuerdo con la primera, contada por la pareja, el 9 de noviembre de 1966 Lennon visitó la Galería Indica de Londres, donde Ono estaba preparando su exposición de arte conceptual, y fueron presentados por el galerista John Dunbar. Lennon se sintió intrigado por la obra de Ono «Clavar un clavo», la cual consistía en que los visitantes clavaran un clavo en una tabla de madera, creando de esa manera la obra de arte. Aunque la exposición aún no había comenzado, Lennon quería clavar el clavo en la tabla, pero Ono lo detuvo. Dunbar le preguntó: «¿No sabes quién es? ¡Es un millonario! Él podría pagar esto». Supuestamente Ono no había oído hablar de The Beatles, pero cedió con la condición de que Lennon pagara sus cinco chelines a lo que Lennon respondió: «Te voy a dar cinco chelines imaginarios y clavaré con un martillo imaginario». La segunda versión, contada por McCartney, es que a finales de 1965, Ono se encontraba en Londres recopilando partituras musicales originales para un libro en el que John Cage estaba trabajando, Notations, pero McCartney se negó a darle algún manuscrito para el libro, aunque le sugirió que Lennon podría hacerlo. Cuando le preguntó, Lennon dio a Ono el escrito original de la letra de «The Word».
Ono comenzó a visitar y llamar por teléfono a la casa de Lennon y, cuando su esposa pidió una explicación, Lennon le contestó que Ono solo trataba de obtener dinero para su «mierda vanguardista». En mayo de 1968, mientras su esposa estaba de vacaciones en Grecia, Lennon invitó a Ono a su casa. Pasaron la noche grabando lo que sería el álbum Two Virgins, después de lo cual, según dijo, «hicieron el amor en la madrugada». Cuando la esposa de Lennon volvió a casa encontró a Ono vestida con su bata de baño y bebiendo té con Lennon que simplemente dijo: «Ah, hola». Ono quedó embarazada en 1968, pero perdió al niño, al cual registraron como John Ono Lennon II el 21 de noviembre de 1968, unas semanas después de quedar divorciado de Cynthia.
Durante sus dos últimos años con The Beatles, él y Ono comenzaron a realizar protestas públicas contra la guerra de Vietnam. Se casaron en Gibraltar el 20 de marzo de 1969, y pasaron su luna de miel en el Hotel Hilton de Ámsterdam protestando por una semana con una encamada por la paz. Planearon otra encamada en los Estados Unidos, pero se les negó la entrada, por lo que se realizó en el Hotel Queen Elizabeth de Montreal, donde grabaron «Give Peace a Chance». A menudo combinaban el activismo y el arte, tal es el caso del bagism, presentado por primera vez durante una conferencia de prensa en Viena. Lennon detalló este período en la canción de The Beatles «The Ballad of John and Yoko». Lennon cambió su nombre oficialmente el 22 de abril de 1969, y agregó «Ono» como su segundo nombre. La breve ceremonia tuvo lugar en la azotea del edificio de Apple Corps, popularizada tres meses antes por el concierto en la azotea de The Beatles. A pesar de que desde ese momento utilizó el nombre de John Ono Lennon, los documentos oficiales se referían a él como John Winston Ono Lennon, ya que no se le permitió revocar el nombre que se le dio al nacer. La pareja se fue a vivir a Tittenhurst Park en Sunninghill, Berkshire. Después de que Ono resultara herida en un accidente automovilístico, Lennon ordenó que una cama King Size fuera llevada al estudio de grabación mientras trabajaba en el último álbum de The Beatles, Abbey Road. Para escapar de la turbulenta situación que vivían tras la separación de la banda, Ono sugirió que se mudaran permanentemente a Nueva York, lo cual hicieron el 31 de agosto de 1971.
Primero vivieron en el Hotel St. Regis en la 5.ª Avenida, al este de la calle 55, luego se trasladaron al 105 de Bank Street, Greenwich Village, el 16 de octubre de 1971. Después de un robo, se mudaron a un lugar más seguro en el Edificio Dakota en el número 1 de la calle 72, en mayo de 1973.

#### May Pang

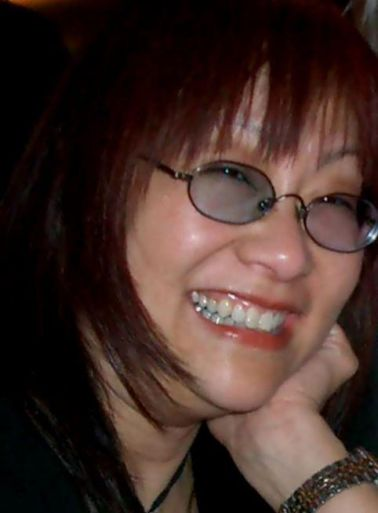
May Pang en 2002.

ABKCO Industries, compañía formada en 1968 por Allen Klein para agrupar a ABKCO Records, contrató a May Pang como recepcionista en 1969. A través de la participación en un proyecto con ABKCO, Lennon y Ono la conocieron un año después, y más tarde se convertiría en su asistente personal. Después de trabajar con la pareja durante tres años, Ono le confesó que ella y Lennon estaban alejados uno del otro, por lo que llegó a sugerirle que debía comenzar una relación con Lennon, diciéndole: «Le gustas demasiado». Pang, de 22 años, sorprendida por la proposición de Ono, finalmente aceptó convertirse en la compañera de Lennon. La pareja pronto se mudó a California, comenzando una época de dieciocho meses a la que Lennon llamaría su «fin de semana perdido». En Los Ángeles, Pang animó a Lennon para que entablara contacto con Julian, a quien no veía desde hacía dos años. También reavivó su amistad con Starr, McCartney, el roadie de The Beatles Mal Evans, y Harry Nilsson. Durante una borrachera con Nilsson, después de malentender algo que Pang había comentado, Lennon intentó estrangularla, solo soltándola hasta que fue detenido por Nilsson.
Después de regresar a Nueva York, prepararon una habitación en su nuevo apartamento para que Julian les visitara. Lennon, hasta entonces impedido por su relación con Ono, comenzó a restablecer el contacto con otros familiares y amigos. Por diciembre, él y Pang estaban considerando comprar una casa, y se negaba a aceptar las llamadas telefónicas de Ono. En enero de 1975, accedió a reunirse con Ono, que le aseguró haber encontrado una cura para dejar de fumar. Pero después de la reunión, no regresó a su casa ni llamó a Pang. Cuando Pang llamó por teléfono al día siguiente, Ono le dijo que Lennon no estaba disponible, pues estaba agotado después de una sesión de hipnoterapia. Dos días más tarde, Lennon reapareció aturdido y confundido hasta tal punto que Pang creyó que le habían lavado el cerebro. Le dijo que la separación con Ono había finalizado, aunque ella aceptaría que la relación con Pang continuara en calidad de amante.

#### Sean Lennon
Cuando Lennon y Ono se volvieron a juntar, esta quedó embarazada, pero tras haber padecido tres abortos involuntarios en su intento de tener un hijo de Lennon, ella dijo que no quería tenerlo. Estuvo de acuerdo en permitir que el embarazo continuara con la condición de que Lennon adoptara el papel de amo de casa, a lo cual él estuvo de acuerdo. Sean nació por cesárea el 9 de octubre de 1975, en el cumpleaños 35 de Lennon. Lennon interrumpiría su carrera musical por cinco años para cumplir sus funciones en el hogar. Tenía un fotógrafo personal que tomaba fotos a Sean todos los días durante su primer año, y creó numerosos dibujos para él, posteriormente publicados en Real Love: The Drawings for Sean. Lennon más tarde declaró con orgullo: «Él no salió de mi vientre, pero, por Dios, yo hice sus huesos, porque yo atendía todas sus comidas, y la forma en que duerme, y el hecho de que nada como un pez».

#### Ex-Beatles

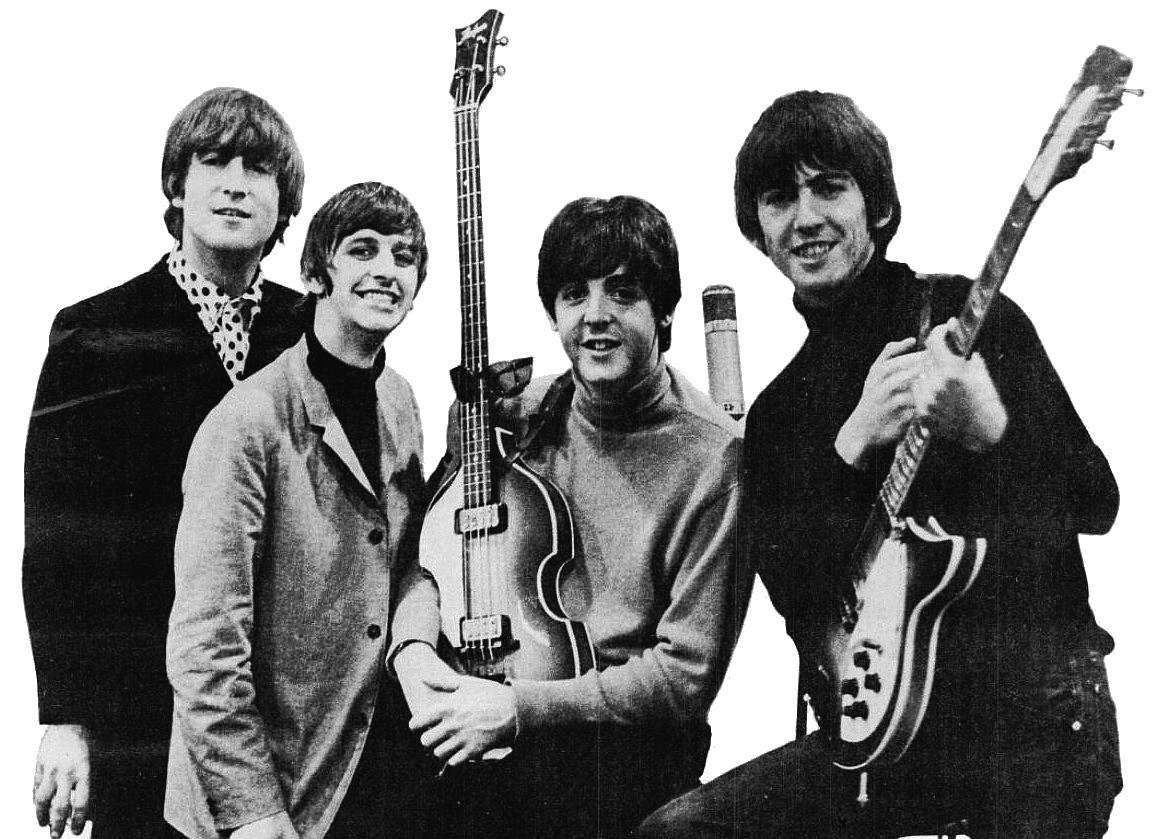
John Lennon (primero a la izquierda) con los otros Beatles en 1965.

Aunque su amistad con Ringo Starr se mantuvo constantemente activa durante los años siguientes a la ruptura de The Beatles en 1970, la relación con McCartney y Harrison fue ambivalente. En un principio tuvo cierta cercanía con Harrison, llegando este a colaborar ampliamente en el álbum Imagine en 1971. Tres años después, cuando Harrison se encontraba en Nueva York para su gira Dark Horse, Lennon estuvo de acuerdo en reunirse con él arriba del escenario, pero cambió de opinión tras una discusión por negarse a firmar un acuerdo que disolvería como asociación legal a The Beatles (Lennon firmaría más tarde mientras vacacionaba en Florida con Pang y Julian). Poco antes de morir, en Lennon nacería un resentimiento hacia Harrison, cuando en su autobiografía (publicada en 1980) hizo muy poca mención de él. Al respecto, Lennon dijo a Playboy: «Me lastimó. Por la evidente omisión [...] Mi influencia sobre él fue absolutamente nula, cero [...] Recuerda absolutamente todos los saxos y guitarras que ha conocido, pero no me menciona a mí ni una sola vez».
Los sentimientos más duros de Lennon estuvieron reservados para McCartney. Además de atacarlo en la letra de «How Do You Sleep?», discutió con él a través de la prensa durante tres años después de la separación del grupo. Los dos años siguientes comenzaron a restablecer la estrecha amistad que habían tenido una vez, e incluso, en 1974, volvieron a tocar juntos (véase A Toot and a Snore in '74), para después perder contacto una vez más. Lennon dijo que durante la última visita de McCartney, en abril de 1976, vieron el episodio de Saturday Night Live en el que Lorne Michaels hizo una oferta en efectivo de 3000 dólares para reunir a The Beatles en el programa. La pareja había considerado ir al estudio para realizarles una broma, tratando de reclamar su parte del dinero, pero estaban muy cansados. Tres días antes de su muerte, en una entrevista, Lennon diría sobre McCartney: «A lo largo de mi carrera he elegido a solo dos personas para trabajar: Paul McCartney y Yoko Ono [...] No soy malo escogiendo».
Junto a su desavenencia con McCartney, Lennon siempre sintió una competitividad musical contra él y siempre se mantuvo a la expectativa de su música. Durante su autoimpuesto descanso de cinco años estaba feliz de estar sentado mientras McCartney producía lo que a ojos de Lennon era basura. Cuando McCartney publicó «Coming Up» en 1980, el año en que Lennon regresó al estudio y el último año de su vida, le tuvo cierta consideración. «¡Me está volviendo loco!», diría jocosamente sobre la canción, porque no podía sacar la tonada de su cabeza. Ese mismo año se le preguntó si los miembros del grupo se veían como enemigos o como los mejores amigos, a lo que contestó que no eran ni una cosa ni la otra, y que no había visto a ninguno de ellos en mucho tiempo. Pero también dijo: «Sigo queriendo a los chicos. The Beatles terminaron, pero John, Paul, George y Ringo siguen adelante».

## Activismo político

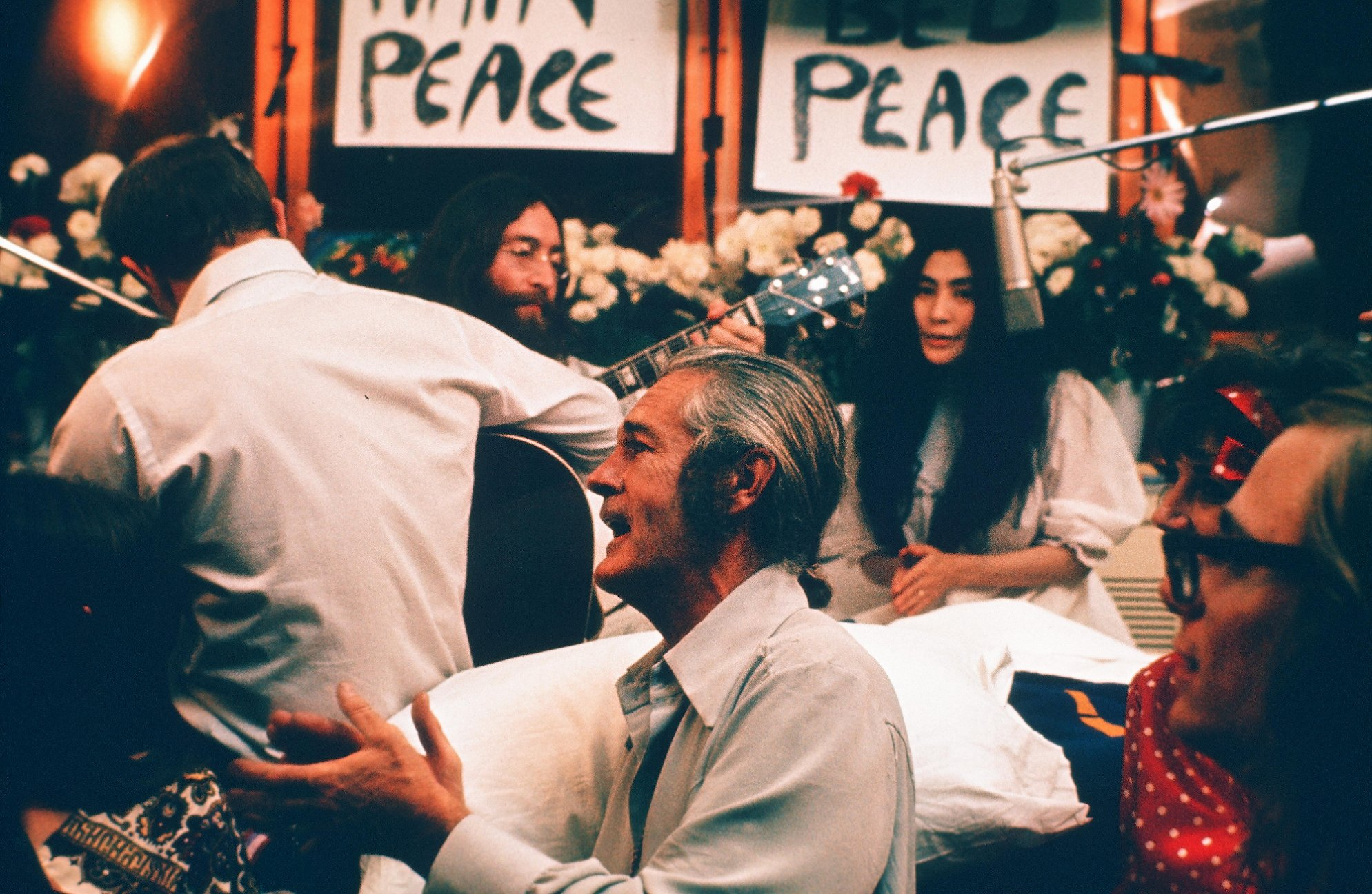
Grabación de «Give Peace a Chance» durante la Encamada por la paz en el Hotel Queen Elizabeth, Montreal.

Lennon y Ono usaron su luna de miel para realizar una «encamada por la paz» en el Hotel Hilton de Ámsterdam; llevada a cabo en marzo de 1969. El evento fue cubierto y ridiculizado por los medios de comunicación de todo el mundo. Una segunda encamada por la paz se llevó a cabo tres meses más tarde en el Hotel Queen Elizabeth en Montreal, donde Lennon escribió y grabó «Give Peace a Chance». Lanzada como sencillo, fue rápidamente adoptada como himno contra la guerra y cantada por un cuarto de millón de manifestantes contra la guerra de Vietnam en Washington D. C., el 15 de noviembre, durante la segunda protesta contra la guerra organizada por el activista Jerome Grossman. En diciembre la pareja financiaría la colocación de grandes carteles en diez ciudades alrededor del mundo, los cuales decían en la lengua local: «¡La guerra se termina! Si tú lo quieres».
Más tarde ese año, Lennon y Ono apoyaron los esfuerzos de la familia de James Hanratty, ahorcado por asesinato en 1962, para demostrar su inocencia. Los que habían condenado a Hanratty eran, de acuerdo con Lennon, «la misma gente que está traficando armas hacia Sudáfrica y matando a los negros en las calles [...] los mismos cabrones que tienen el poder absoluto, las mismas personas que dirigen todo, es todo ese ámbito burgués de mierda». En Londres, Lennon y Ono llevaron a cabo una marcha cuyo lema era «Gran Bretaña asesinó a Hanratty» y una «protesta silenciosa para James Hanratty», y produjeron un documental de cuarenta minutos sobre el caso. En una audiencia de apelación realizada años después, la culpabilidad de Hanratty fue confirmada tras hallar evidencias en forma de restos de ADN. Su familia continuó apelando en 2010.
A mediados de 1971, cuando los trabajadores de la constructora naval UCS, en Clydeside, decidieron laborar sin paga para evitar que cerrara la empresa, Lennon y Ono se solidarizaron enviándoles un arreglo de rosas rojas y 5000 £. Después de que la pareja se mudara a Nueva York en agosto de 1971, hicieron amistad con dos de los integrantes de los Chicago Seven: los yippies y activistas contra la guerra Jerry Rubin y Abbie Hoffman. Otro activista contra la guerra, John Sinclair, poeta y cofundador del partido de las Panteras Blancas, cumplía diez años en prisión por la venta de dos porros de marihuana después de una serie de condenas anteriores por posesión de droga. En diciembre de 1971 en Ann Arbor, Míchigan, 15 000 personas asistieron a la «Manifestación por la libertad de John Sinclair», un concierto de protesta que contó con la presencia de Lennon, Stevie Wonder, Bob Seger, Bobby Seale del Partido Pantera Negra, entre otros. Lennon y Ono, acompañados por David Peel y Rubin, interpretaron acústicamente cuatro canciones que aparecerían en su próximo álbum Some Time in New York City, incluyendo «John Sinclair», cuya letra exigía su liberación. Un día antes de la manifestación, el Senado de Míchigan aprobó una ley que reducía significativamente el castigo por posesión de marihuana y cuatro días más tarde Sinclair fue liberado tras una fianza de apelación. La actuación fue grabada y dos de las canciones aparecerían más tarde en John Lennon Anthology (1998).
Tras la masacre del Domingo Sangriento en Irlanda del Norte en 1972, donde catorce manifestantes sin armas fueron asesinados por el ejército británico, Lennon dijo que, dada la posibilidad de elegir entre el ejército y el IRA (que no estuvo involucrado en el incidente), él estaría del lado de este último. Lennon y Ono escribirían dos canciones de protesta para su álbum Some Time in New York City por la intervención británica en Irlanda: «Luck of the Irish» y «Sunday Bloody Sunday». En el año 2000, David Shayler, un exmiembro el servicio de seguridad nacional británico MI5, señaló que Lennon había dado dinero al IRA, aunque esta declaración fue rápidamente negada por Ono. El biógrafo Bill Harry cuenta que tras el Domingo Sangriento, Lennon y Ono apoyaron económicamente la producción de la película The Irish Tapes, un documental político de inclinación republicana.
De acuerdo con informes del FBI (y confirmado por Tariq Ali en 2006), Lennon simpatizaba con el International Marxist Group, un partido trotskista formado en Gran Bretaña en 1968. Sin embargo, el FBI consideraba que Lennon tenía una eficacia limitada como revolucionario debido a que estaba «constantemente bajo los efectos de narcóticos».
En 1973, Lennon aportó una quintilla llamada «Why Make It Sad To Be Gay?» [«¿Por qué hacer una pena el ser gay?»] al libro The Gay Liberation Book de Len Richmond.
La última acción de Lennon como activista político fue una declaración en apoyo a la huelga de los trabajadores de sanidad en San Francisco el 5 de diciembre de 1980. Él y Ono planeaban unirse a la protesta de los trabajadores el 14 de diciembre. Sin embargo, para esta época, Lennon se había apartado de la escena de la contracultura a la que había apoyado con tanto ahínco durante las décadas de los sesenta y setenta, y se hallaba más alineado al conservadurismo, aunque se ha debatido si realmente llegó a estar en esta línea de pensamiento.

### Intentos de deportación
Tras el impacto de «Give Peace a Chance» y «Happy Xmas (War is Over)», ambas fuertemente asociadas con el movimiento contra la guerra de Vietnam, el gobierno de Nixon, al oír los rumores de la participación de Lennon en un concierto que se celebraría en San Diego durante la Convención Nacional Republicana, trató de deportarlo. Nixon creía que las actividades de Lennon contra la guerra podrían costarle su reelección; el senador republicano Strom Thurmond aseguró en una nota en febrero de 1972, que «la deportación sería una contraofensiva estratégica» contra Lennon. El mes siguiente el Servicio de Inmigración y Naturalización (INS por sus siglas en inglés) inició un proceso de deportación, argumentando que su delito menor por posesión de cannabis en Londres en 1968 hacía imposible su admisión en los Estados Unidos. Lennon pasó los siguientes tres años y medio entrando y saliendo de audiencias de deportación hasta el 8 de octubre de 1975, cuando un tribunal de apelaciones impidió el intento de deportación, declarando «[...] los tribunales no condonan la deportación selectiva basada en motivos políticos secretos». Mientras la batalla legal transcurría, asistió a manifestaciones e hizo apariciones en televisión. Lennon y Ono aparecieron como presentadores en el programa The Mike Douglas Show a lo largo de una semana en febrero de 1972, presentando a invitados como Jerry Rubin y Bobby Seale a medio Estados Unidos. En 1972, Bob Dylan escribió una carta a la INS en defensa de Lennon:

John y Yoko se sumaron como una gran voz y conducen a la así llamada institución artística del país. Ellos inspiran y trascienden e incentivan a hacerlo, solo ayudando a otros a ver luz pura y al hacer esto, ponen fin a este torpe gusto por el comercialismo que se hace pasar por arte en los abrumadores medios de comunicación. ¡Viva John y Yoko! Dejarles quedar y respirar aquí. El país tiene lugar y espacio. ¡Dejad que John y Yoko se queden!

El 23 de marzo de 1973, se le ordenó salir de los Estados Unidos antes de los siguientes sesenta días. A Ono, por su parte, le fue concedida la residencia permanente. En respuesta, Lennon y Ono realizaron una conferencia de prensa el 1 de abril de 1973 en la Asociación de Abogados de la Ciudad de Nueva York, donde se anunció la formación del estado de Nutopia, un lugar «sin países, sin fronteras, pasaportes, nada, solo gente». Agitando la bandera blanca de Nutopia (dos pañuelos), pidieron asilo político en los Estados Unidos. La conferencia de prensa fue filmada, y más tarde aparecería en el documental de 2006 The U.S. vs. John Lennon. Su álbum Mind Games (1973) incluyó el tema «Nutopian Internacional Anthem», el cual consta solamente de tres segundos de silencio. Poco después de la conferencia de prensa, la implicación de Nixon en un escándalo político salió a la luz, y en junio las audiencias sobre Watergate comenzaron en Washington D. C.. Esto llevó a la renuncia del presidente catorce meses después. El sucesor de Nixon, Gerald Ford, mostró poco interés en continuar la batalla contra Lennon, y la orden de expulsión fue anulada en 1975. Al año siguiente, su estado de inmigración de Estados Unidos fue finalmente resuelto, recibió su Green Card, y cuando Jimmy Carter asumió la presidencia en enero de 1977, Lennon y Ono asistieron al evento inaugural.

### Vigilancia del FBI y documentos retenidos

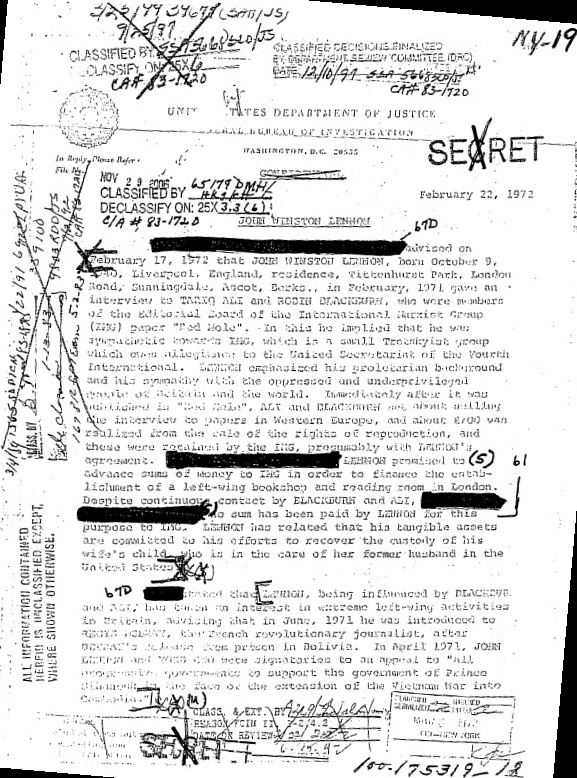
Carta confidencial (aquí desclasificada y censurada) de J. Edgar Hoover sobre la vigilancia del FBI a John Lennon.

Después de la muerte de Lennon, el historiador Jon Wiener presentó una solicitud al gobierno federal para acceder a los archivos del FBI e indagar sobre los intentos de deportación, haciendo uso de la Ley por la Libertad de la Información. El FBI admitió que había 281 páginas de archivos sobre Lennon, pero se negó a publicar íntegramente la mayor parte de ellos debido a que contenían información de seguridad nacional. En 1983, Wiener demandó al FBI con la ayuda de la Unión Estadounidense por las Libertades Civiles (ACLU por sus siglas en inglés) del Sur de California. Fueron necesarios catorce años de litigio para obligar al FBI a publicar los archivos retenidos. La ACLU, en representación de Wiener, ganó una decisión favorable en su demanda contra el FBI en el Noveno Circuito en 1991. El Departamento de Justicia apeló la decisión de la Suprema Corte en abril de 1992, pero el tribunal se negó a revisar el caso. En 1997, respetando la recién promovida norma del presidente Bill Clinton de que los documentos solo deben ser retenidos si su publicación conlleva a «daño previsible», el Departamento de Justicia resolvió la mayoría de los asuntos pendientes fuera de la corte para la publicación de todos los controvertidos documentos excepto diez de ellos.
Wiener publicó sus resultados de catorce años de trabajo en enero de año 2000. Gimme Some Truth: The John Lennon FBI Files contenía facsímiles de los documentos, incluidos los «largos informes de los espías confidenciales que detallan la vida cotidiana de los activistas contra la guerra, los memorandos a la Casa Blanca, transcripciones de los programas de televisión en los que aparece Lennon, y una propuesta para que Lennon fuera detenido por la policía local por delitos de drogas». La historia es contada en el documental The U.S. vs. John Lennon. Los últimos diez documentos de los archivos del FBI sobre Lennon, que informaban sobre sus vínculos con activistas de Londres en 1971 y que habían sido retenidos por contener «información de seguridad nacional suministrada por un gobierno extranjero bajo una promesa explícita de confidencialidad», fueron publicados en diciembre de 2006. No contenían ninguna indicación de que el gobierno británico hubiera considerado a Lennon como una seria amenaza; un ejemplo del material publicado fue un informe proveniente de dos izquierdistas británicos que esperaban que Lennon financiara una librería de izquierda y una sala de lectura.

## Escritura y arte
El biógrafo Bill Harry señala que Lennon empezó a dibujar y escribir de forma creativa a una edad temprana estimulado por su tío. Compiló sus cuentos, poesías, tiras cómicas y caricaturas en un cuaderno de la Quarry Bank High School al que llamó Daily Howl. Los dibujos y textos eran en su mayoría satíricos, y en todo el cuaderno abundaban los juegos de palabras. Según su compañero Bill Turner, Lennon creó Daily Howl para divertir a su mejor amigo y más tarde compañero de The Quarrymen Pete Shotton, a quien le mostraría su obra antes que a cualquier otra persona. Tras hacer memoria sobre el contenido del cuaderno, Turner comentó que Lennon «tenía una obsesión por Wigan Pier», la cual «surgió de repente», y en unos de los cuentos, A Carrot In A Potato Mine [Una zanahoria en una mina de patatas], «la mina estaba al final de Wigan Pier». Turner también describió una de las tiras cómicas, la cual representaba una señal de parada de autobús con la pregunta «Why?» [«¿Por qué?»]. Sobre ella había un panqueque volando, y abajo, «un ciego con gafas caminando con un perro para ciegos —también con gafas».
La inclinación de Lennon por los juegos de palabras y las cosas absurdas encontró una audiencia más amplia cuando tenía 24 años. Harry comenta que In His Own Write (1964) se publicó después de que, en palabras de Lennon, «un periodista que seguía de acerca a The Beatles vino conmigo y acabé enseñándole el material. Ellos dijeron: “Escribe un libro” y así es como se publicó el primero». Al igual que Daily Howl, contenía una mezcla de distintos formatos incluyendo historietas, poesía, dramas y dibujos. Una de las historias, Good Dog Nigel [Buen perro Nigel], cuenta la historia de «un perro feliz, orinando en un poste de luz, ladrando, moviendo la cola, hasta que de repente escucha un mensaje que va a ser asesinado a las tres». The Times Literary Supplement consideró los poemas y cuentos «extraordinarios [...] muy divertidos [...] los disparates están bien hechos, las palabras e imágenes se enlazan entre sí en una cadena de pura fantasía». Book Week reportó: «Se trata de una escritura sin sentido, pero basta con examinar qué es la literatura sin sentido para ver lo bien que Lennon la expone. Si bien algunos de sus contenidos son juegos de palabras baratos, muchos otros no solo tienen doble sentido, sino un doble filo». Lennon estaba sorprendido no solamente por la buena acogida del libro, sino por el hecho de que fuera analizado por los críticos, y comentó que los lectores «tomaron el libro más seriamente de lo que yo lo hice. Comenzó solamente como una broma para mi mismo».
En combinación con A Spaniard in the Works (1965), In His Own Write formó las bases para la obra de teatro The John Lennon Play: In His Own Write, coadaptada por Víctor Spinetti y Adrienne Kennedy. Después de negociaciones entre Lennon, Spinetti y el director artístico del National Theatre, Laurence Olivier, la obra se estrenó en el Old Vic en 1968. Lennon y Ono asistieron a la presentación en la noche de apertura, su segunda aparición pública juntos. En 1969, Lennon escribió «Four in Hand» [«Cuatro en mano»] —un sketch basado en sus experiencias de adolescente con la masturbación grupal— para la obra teatral Oh! Calcutta! de Kenneth Tynan. Después de la muerte de Lennon, más trabajos fueron publicados, incluyendo Skywriting by Word of Mouth (1986); Ai: Japan Through John Lennon's Eyes: A Personal Sketchbook (1992), con ilustraciones de Lennon sobre las definiciones de palabras japonesas; y Real Love: The Drawings for Sean (1999). The Beatles Anthology (2000) también presentó ejemplos de sus escritos y dibujos.[cita requerida]

## Musicalidad

### Instrumentos tocados por John Lennon

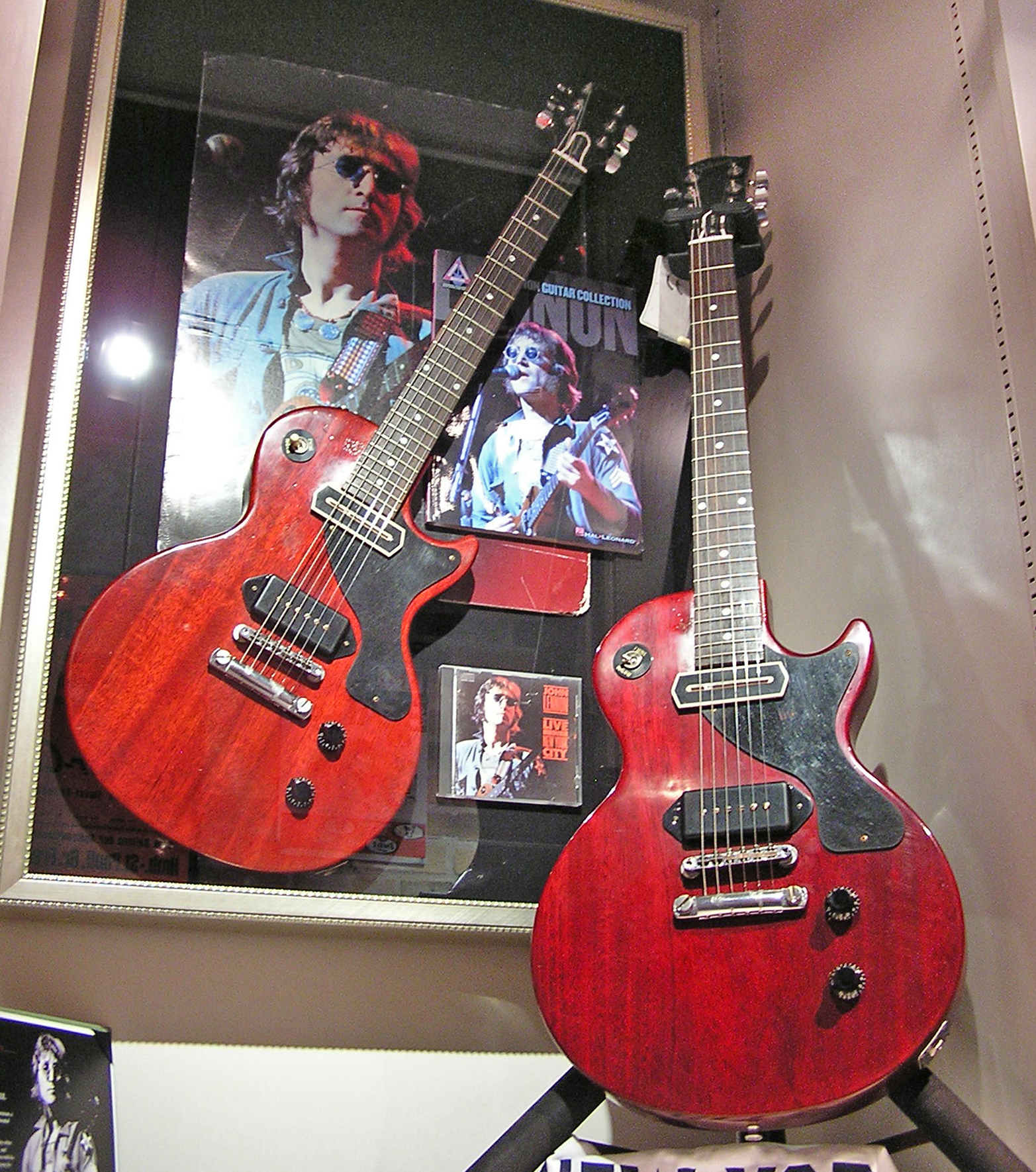
Guitarras Les Paul Jr. utilizadas por Lennon.

Durante un viaje para visitar a su primo en Escocia, Lennon sorprendió al conductor del autobús por la habilidosa manera en que tocaba una pequeña armónica. Impresionado, le comentó a Lennon que podía conseguir una armónica profesional si iba a Edimburgo el día siguiente, donde se había almacenado una en la estación de autobuses después de que un pasajero la olvidara en una de las unidades. Dicho instrumento se convirtió rápidamente en el juguete predilecto de Lennon. Posteriormente, seguiría tocando la armónica, a menudo utilizándola durante los años con The Beatles en Hamburgo, y se convirtió en un sonido característico durante las primeras grabaciones del grupo. Su madre le enseñó a tocar el banjo, y después le compró una guitarra acústica. A los dieciséis años tocaba la guitarra rítmica con The Quarrymen.
Conforme avanzó su carrera artística, tocó distintas guitarras eléctricas, predominando la Rickenbacker 325 y la Gibson J-160E, además, desde el principio de su carrera en solitario, la Gibson Les Paul Junior. El productor de Double Fantasy Jack Douglas afirma que desde sus días como Beatle, Lennon afinaba su cuarta cuerda ligeramente en bemol, así su tía Mimi podría darse cuenta de cual era su guitarra en las grabaciones. En 1965 tocó un Órgano Vox Continental en la canción «I'm Down», en ese mismo año tocó un Armonio en el tema «We Can Work It Out». De vez en cuando tocaba un bajo de seis cuerdas, el Fender Bass VI, que proporcionaba el sonido del bajo en los temas donde McCartney se ocupaba de otro instrumento («Back in the U.S.S.R.», «The Long and Winding Road», «Helter Skelter» y «Let It Be»). Otro instrumento que tenía en alta estima era el piano, en el cual compuso muchas canciones, incluyendo «Imagine», reconocida como su canción más popular. Su improvisación en el piano durante una sesión con McCartney en 1963 llevó a la creación del primer número uno de The Beatles en Estados Unidos, «I Want to Hold Your Hand». En 1964, se convirtió en uno de los primeros músicos británicos en adquirir un mellotrón, aunque no se escuchó en alguna grabación de The Beatles hasta su uso en «Strawberry Fields Forever» en 1967.

### Estilo vocal
Cuando The Beatles grabaron «Twist and Shout», el último tema de la sesión de un día que realizó la banda en 1963 para su álbum debut Please Please Me, la voz de Lennon, ya afectada por un resfriado, estuvo a punto de acabarse. Lennon dijo: «No podía cantar la maldita cosa, estaba gritando». En palabras del biógrafo Barry Miles, «Lennon simplemente destrozó sus cuerdas vocales en interés del rock and roll». El productor de The Beatles, George Martin, cuenta que Lennon «tenía una aversión innata a su propia voz que nunca pude entender. Siempre me decía: “¡Haz algo con mi voz! [...] pon algo en ella [...] Hazla diferente”». Martin, obligado, a menudo utilizó la grabación en pista doble y otras técnicas de estudio.[cita requerida]
En su época con The Beatles, así como en su carrera en solitario, su voz fue adquiriendo una capacidad de expresión cada vez mayor. El biógrafo Chris Gregory escribió que Lennon estuvo «tentativamente comenzando a exponer sus inseguridades en una serie de baladas acústicas “confesionales”, iniciando así el proceso de su “terapia pública” que finalmente culminaría en los primales gritos de «Cold Turkey» y el catártico John Lennon/Plastic Ono Band». El crítico musical Robert Christgau considera que en este álbum Lennon realiza «su mejor actuación vocal [...] del grito enfadado al quejido triste, es modulada electrónicamente [...] hecha eco, filtrada, y sobrepuesta». David Stuart Ryan apunta que Lennon oscila de la «extrema vulnerabilidad, sensibilidad e incluso ingenuidad» en su estilo vocal a un duro estilo «rasposo». Wiener también describe contrastes, dice que su voz puede ser «al principio tenue; luego casi se quiebra con desesperación». Después de escuchar la interpretación de «This Boy» en The Ed Sullivan Show en la radio unos días después del asesinato de Lennon, el historiador musical Ben Urish comentó: «Conforme la voz de Lennon alcanzaba su punto más alto [...] duele mucho oírle gritar con tanta angustia y emoción. Pero eran mis emociones las que escuchaba en su voz. Las que siempre tuve».

## Legado

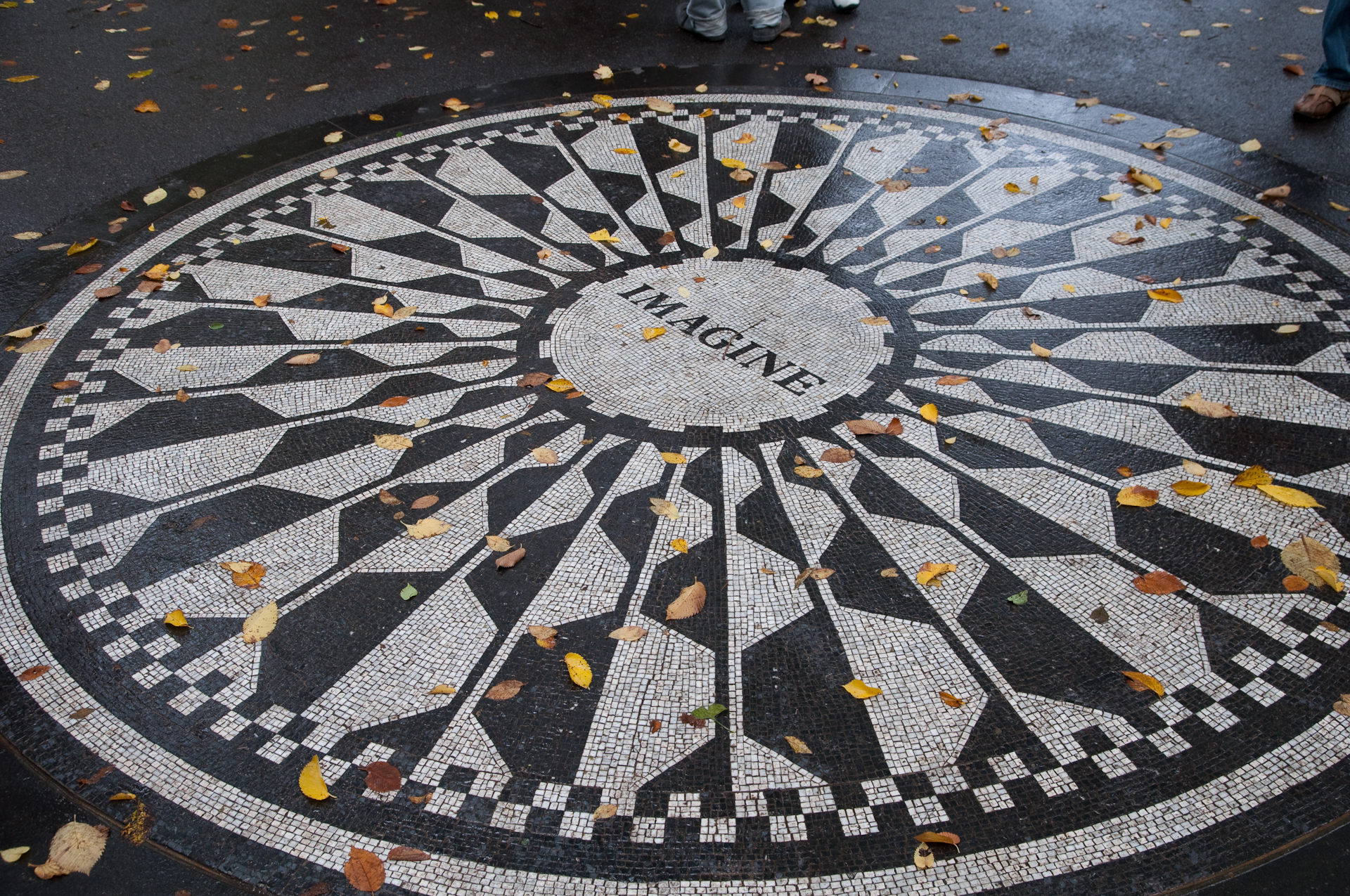
Strawberry Fields (memorial) en Central Park.

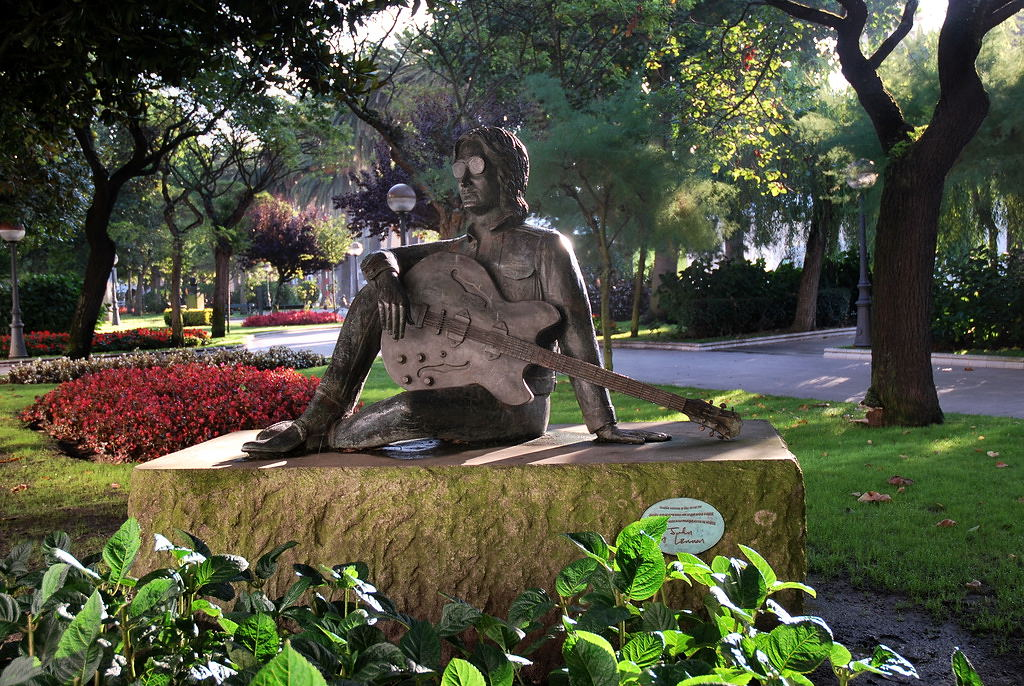
Estatua de John Lennon en el Jardín Méndez Núñez, La Coruña, Galicia, España.

Los historiadores musicales Schinder y Schwartz, escribieron sobre la transformación que hubo en la música popular entre las décadas de los cincuenta y sesenta, señalando que la influencia de The Beatles no puede ser exagerada, habiendo «revolucionado el sonido, el estilo y la actitud de la música popular y abrieron las puertas del rock and roll a una ola de grupos británicos», a partir de entonces el grupo «pasó el resto de la década de 1960 ampliando las fronteras estilísticas del rock». Liam Gallagher y su grupo Oasis son entre los muchos que reconocen la influencia de la banda, identificando a Lennon como un héroe; en 1999 nombró a su primer hijo Lennon Gallagher en su honor. En el Día Nacional de la Poesía del Reino Unido en 1999, después de la realización de una amplia encuesta para identificar la letra de canción favorita de los británicos, la BBC anunció a «Imagine» como la ganadora.
Artistas y agrupaciones tan diversas como Brian Wilson, David Bowie, Janis Joplin, Pink Floyd, Lou Reed, The Clash, The Smiths, The Cure, Elliott Smith, Radiohead, Patti Smith
Joni Mitchell, Luis Alberto Spinetta, Café Tacvba, Charly Garcia, Manu Chao, Caifanes, Soda Stereo, Chico Buarque, Os Mutantes, Rockdrigo Gonzalez, Lô Borges, Julieta Venegas, entre otros se han visto influidos por su música y activismo.
En 2006 en un artículo de The Guardian, Jon Wiener escribió: «Para la juventud en 1972, fue emocionante ver el valor de Lennon en su defensa contra Nixon. Esa disposición a correr riesgos en su carrera y su vida, es una de las razones de por qué la gente todavía lo admira en la actualidad». De acuerdo con los historiadores musicales Urish y Bielen, al aporte más significativo de Lennon fueron «los autorretratos [...] en sus canciones [en las cuales] habla a, por y sobre la condición humana».
Lennon sigue siendo recordado en todo el mundo y ha sido objeto de numerosos monumentos y homenajes. En 2002, el aeropuerto de la ciudad natal de Lennon fue rebautizado como Aeropuerto de Liverpool-John Lennon. En 2010, en lo que habría sido el cumpleaños 70 de Lennon, fue develado el Monumento a la paz John Lennon en Chavasse Park, Liverpool, por Cynthia y Julian Lennon. La escultura titulada «Peace & Harmony» («Paz y armonía») exhibe símbolos de paz y lleva la inscripción «Paz en la tierra para la conservación de la vida · En honor a John Lennon 1940-1980».
En La Habana,Cuba, fue inaugurado el parque John Lennon, para conciertos y actividades culturales. Se colocó una estatua de Lennon, de tamaño natural, sentado en una banca.
En noviembre de 2013 la Unión Astronómica Internacional nombró «Lennon» a uno de los cráteres de Mercurio en su honor.

### Reconocimientos y ventas

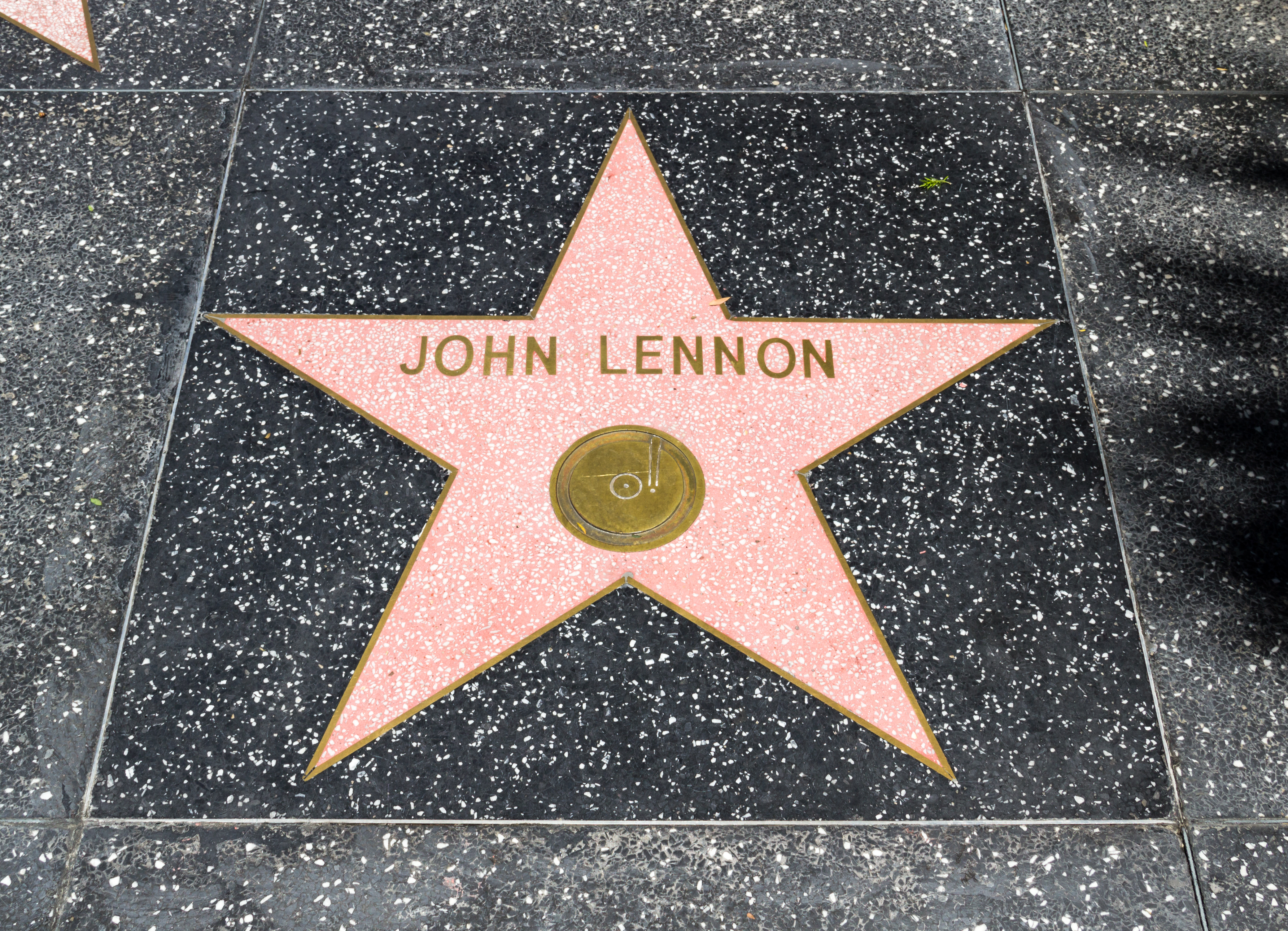
Estrella de John Lennon en el paseo de la fama de Hollywood

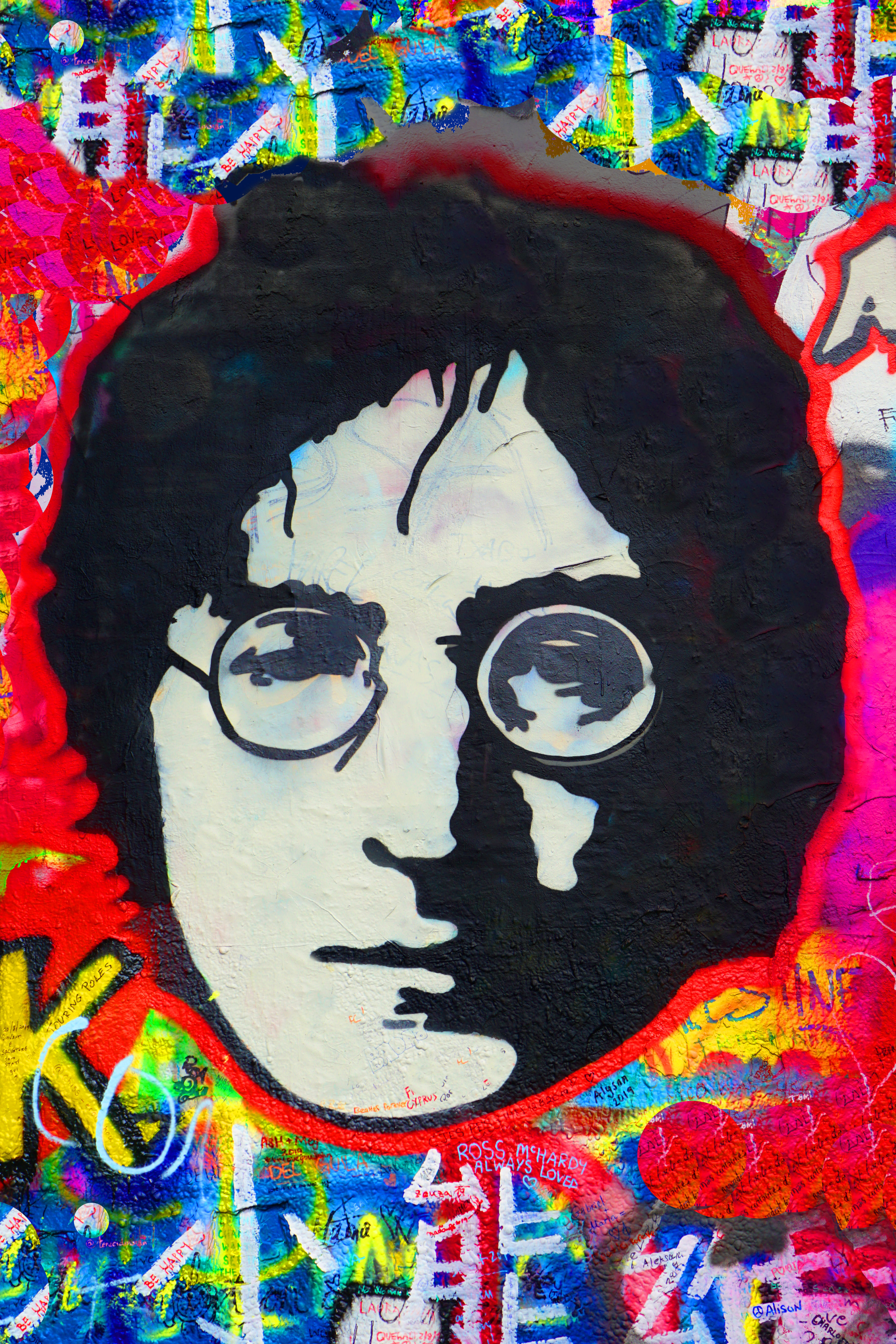
Arte callejero de Lennon en el muro de John Lennon en Praga

El trabajo del dúo compositor Lennon-McCartney es considerado como uno de los más influyentes y trascendentes del siglo xx. Como intérprete, escritor o coescritor, Lennon es responsable de 25 sencillos número uno en el Billboard Hot 100 estadounidense. Las ventas de sus álbumes en los Estados Unidos alcanzan los 14 millones de unidades. Double Fantasy fue su álbum de estudio mejor vendido, con tres millones de copias vendidas en los Estados Unidos; publicado unas semanas antes de morir, ganó el Premio Grammy por álbum del año en 1981. El año siguiente, le fue concedido el Premio BRIT por Contribución Destacada a la Música.
En 2002, en una encuesta realizada por la BBC, Lennon fue colocado en el octavo sitio de la lista «100 Greatest Britons» («Los 100 mejores británicos»). Entre 2003 y 2008, Rolling Stone reconoció a Lennon en distintas listas de valoración musical, colocándolo en el 5.º puesto de la lista «los 100 mejores cantantes de todos los tiempos», 38.º en «los 100 artistas más grandes de todos los tiempos», y el 55° en «los 100 mejores guitarristas de todos los tiempos»; además, sus álbumes John Lennon/Plastic Ono Band e Imagine, fueron colocados en el 22.º y 76.º lugar respectivamente en la lista de «los 500 mejores álbumes de todos los tiempos». Fue nombrado Miembro del Imperio Británico (MBE) junto con los otros Beatles en 1965 (devolviendo su medalla en 1969). Posteriormente, fue incluido en el Salón de la Fama de los Compositores en 1987 y al Salón de la Fama del Rock en 1994.

## Discografía
- Two Virgins (con Yoko Ono) (1968)
- Life with the Lions (con Yoko Ono) (1969)
- Wedding Album (con Yoko Ono) (1969)
- John Lennon/Plastic Ono Band (1970)
- Imagine (1971)
- Some Time in New York City (con Yoko Ono) (1972)
- Mind Games (1973)
- Walls and Bridges (1974)
- Rock 'n' Roll (1975)
- Double Fantasy (con Yoko Ono) (1980)
- Heart Play: Unfinished Dialogue (con Yoko Ono) (1983)
- Milk and Honey (con Yoko Ono) (1984)

## Filmografía
| Año  | Título                                                                     | Papel                                          | Notas |
| ---- | -------------------------------------------------------------------------- | ---------------------------------------------- | --- |
| 1963 | The Mersey Sound                                                           | Él mismo                                       | Documental de la BBC |
| 1964 | A Hard Day's Night                                                         | Él mismo                                       | |
| 1965 | Help!                                                                      | Él mismo                                       | |
| 1967 | How I Won the War                                                          | Gripweed                                       | |
| 1967 | Magical Mystery Tour                                                       | Él mismo / Vendedor de boletos / Mago con café | También fungió como narrador, escritor y director (producción sin acreditar)                                                   |
| 1968 | Yellow Submarine                                                           | Él mismo                                       | Cameo al final |
| 1968 | Two Virgins                                                                | Él mismo                                       | Cortometraje |
| 1970 | Apotheosis                                                                 | Él mismo                                       | Cortometraje |
| 1970 | Let It Be                                                                  | Él mismo                                       | Documental (productor ejecutivo como The Beatles)                                                                              |
| 1973 | La montaña sagrada (The Holy Mountain, reeditada como The Sacred Mountain) | Él mismo                                       | Director Alejandro Jodorowsky. Productor ejecutivo (No acreditado)                                                             |
| 1988 | Imagine: John Lennon                                                       | Él mismo                                       | Documental que relata la carrera artística del músico británico John Lennon                                                    |
| 2021 | The Beatles: Get Back                                                      | Él mismo                                       | Documental dirigido por Peter Jackson que explora la realización del álbum Let It Be de la banda de rock británica The Beatles |

### Televisión
| Año       | Título                          | Papel                           | Notas                                                       |
| --------- | ------------------------------- | ------------------------------- | ----------------------------------------------------------- |
| 1965      | The Music of Lennon & McCartney | Él mismo                        | Presenta y actúa                                            |
| 1965-1966 | Not Only... But Also            | Asistente de tocador / Invitado | Episodio: "Episodio #1.1 (1965) y Especial navideño (1966)" |